# Arte mexicano

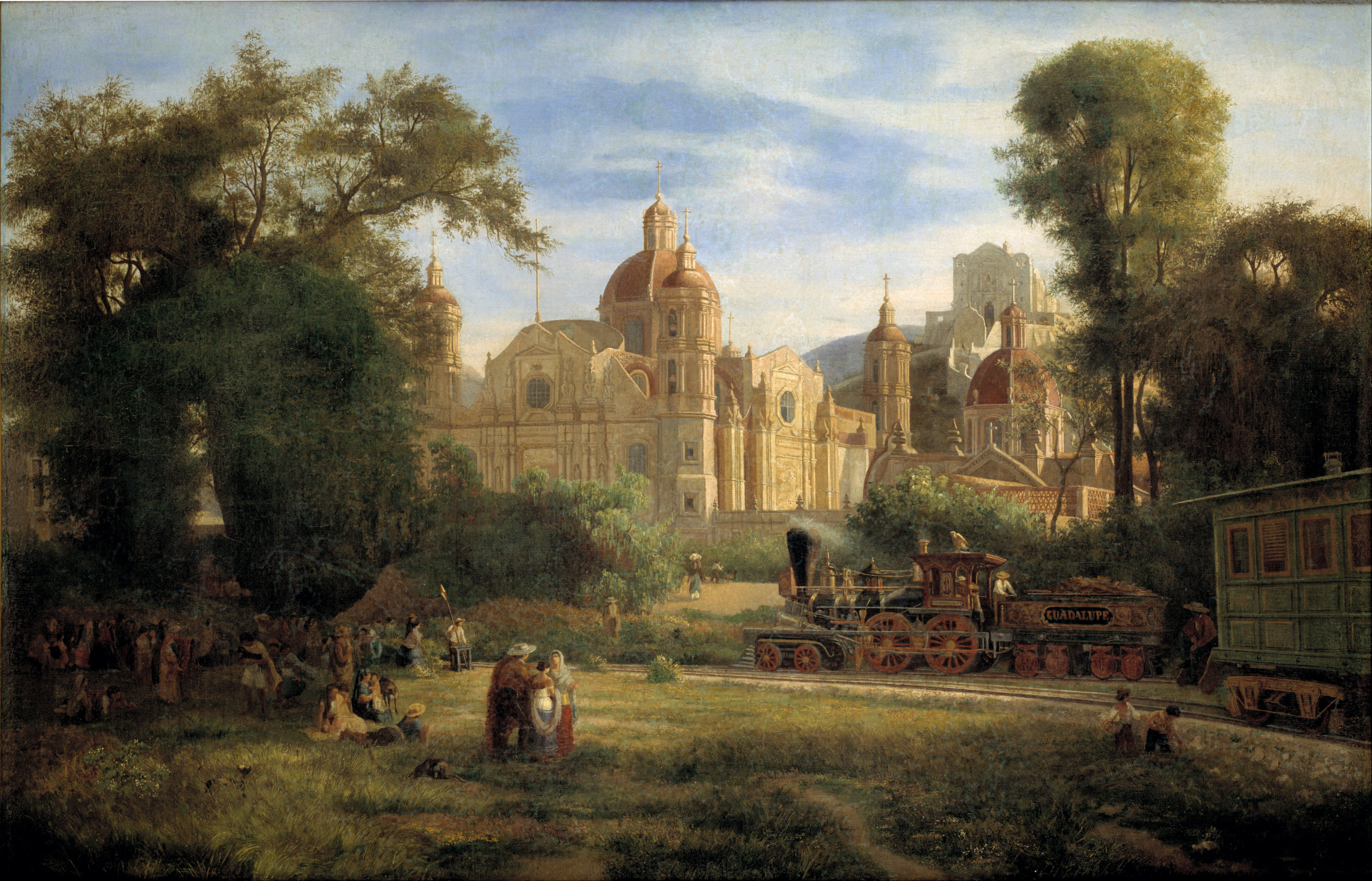
Pintura de Luis Coto en el Museo Nacional de Arte de la Ciudad de México de La Colegiata de Guadalupe.

La categoría arte mexicano engloba tanto a las actividades como a los productos de tales actividades que tengan fines estéticos, comunicativos y artísticos que se hayan desarrollado en México, país de América del Norte. El desarrollo del arte mexicano se ha producido a lo largo de la historia de México con la era mesoamericana, el periodo colonial, el periodo después de la independencia de México y otros acontecimientos.
El arte mesoamericano se refiere al arte producido en la zona que abarca gran parte de lo que es ahora el centro y el sur de México, durante 300 años antes de su conquista, que va desde 1500 AC hasta 1500 de nuestra era. Durante este tiempo, el arte estuvo fuertemente influenciado por las culturas de pueblos originarios y en relación con la religión y las clases dominantes. En este contexto, no existía una clara distinción entre artes y escritura. Con la conquista española, México pasó a ser dominio europeo durante tres siglos. Sin embargo, a pesar de eso, el arte continuó vinculado con la religión. La mayoría de las obras artísticas producidas en esta época, siguieron las tradiciones europeas, pero siguieron tradiciones originarias fruto de un proceso de sincretismo entre ambas tradiciones.
Luego de su independencia, el arte mexicano continuó influenciado por el estilo europeo, aunque a partir de este momento los temas indígenas comenzaron a ganar mayor protagonismo. Esta inclusión de elementos indígenas respondía a la necesidad de distinguir la identidad del México independiente del legado colonial. Esta tendencia continuó durante gran parte del siglo XX, con el auge del muralismo mexicano, movimiento que fue liderado por artistas como Diego Rivera, David Alfaro Siqueiros, José Clemente Orozco y Fernando Leal.
El muralismo mexicano tuvo una gran influencia, no solo en la pintura, sino también en otras formas artísticas emergentes, como la fotografía y las artesanías, las cuales fueron promovidas como símbolos de la identidad nacional. A partir de la década de 1950, el arte mexicano comenzó a alejarse del estilo muralista, adoptando influencias más globalizadas. Un claro ejemplo de esta transformación es la incorporación de elementos asiáticos, y la creciente presencia de artistas mexicanos y cineastas en la escena internacional.

## Historia

### Era prehispánica

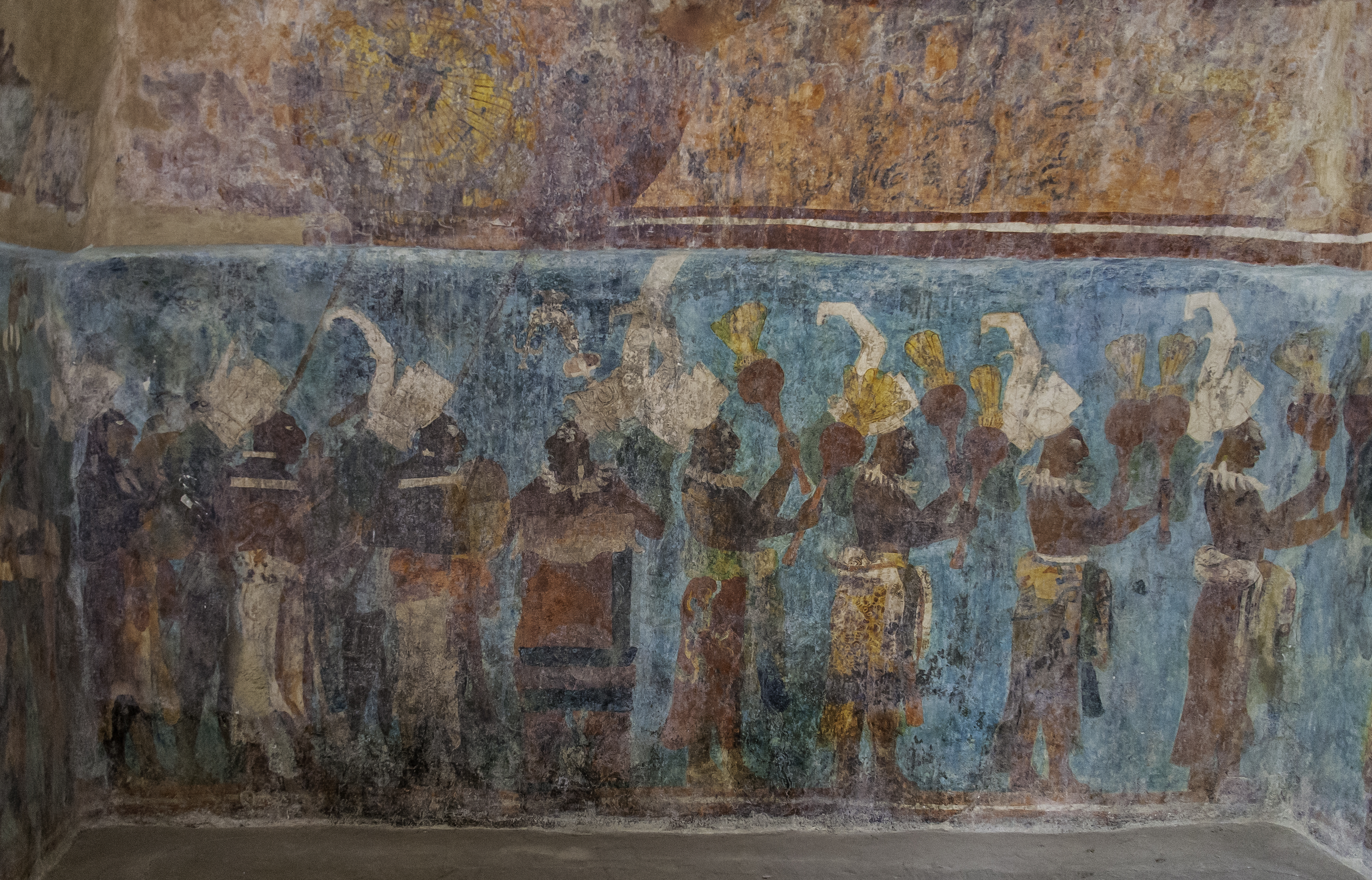
Mural maya, en Bonampak.

El arte prehispánico en México pertenece a una región cultural conocida como Mesoamérica, que corresponde al centro de México en Centroamérica, y abarca tres mil años desde 1500 A.C. hasta el 1500 de nuestra era, se ha dividido en tres eras: Pre-Clásico, Clásico y Pos-Clásico. La primera cultura dominante de Mesoamérica fue la de los olmecas, que alcanzó su punto máximo alrededor del año 1200 A.C. Esta cultura fue la creadora de muchos de los elementos asociados a Mesoamérica, como el sistemas de escritura, los calendarios, los primeros avances en astronomía, las esculturas monumentales, como la cabeza colosal y trabajos de jade, y fueron precursores de otras culturas como la de Teotihuacán, al norte de la Ciudad de México, el pueblo zapoteco en Oaxaca y la cultura maya en el sur de México, Belice y Guatemala. Mientras los imperios se levantaron y cayeron, los fundamentos culturales básicos de la cultura mesoamericana prevalecieron, hasta el imperio español. Los elementos mesoamericanos se vieron reflejados en ciudades que incluían plazas, templos usualmente construidos en las bases de las pirámides, el lugar donde se jugaba el juego de pelota mesoamericano y una cosmología muy común.
Mientras que las formas de arte, tales como pinturas rupestres y grabados en rocas datan desde antes, la conocida historia del arte mexicano comienza con el arte mesoamericano, creado por culturas sedentarias que construyeron ciudades, y a menudo dominios. Mientras que el arte de Mesoamérica es muy variado y se extiende durante más tiempo que cualquier otro en el continente americano, los estilos artísticos muestran muchas similitudes. A diferencia del arte moderno occidental, casi todo el arte mesoamericano fue creado para servir a las necesidades políticas y religiosas, más que por el arte. Se basa en gran medida en la naturaleza, la realidad política de los alrededores y los fuerzas divinas.Octavio Paz dice que “el arte mesoamericano es una lógica de formas, líneas y volúmenes que es al mismo tiempo una cosmología.” Él mismo continúa diciendo que este enfoque en el espacio y el tiempo es muy distinto del naturalismo europeo que se basa en la representación del cuerpo humano. Incluso los diseños simples, tales como la Greca en edificios, que entran en esta representación del espacio y el tiempo, la vida y los dioses.

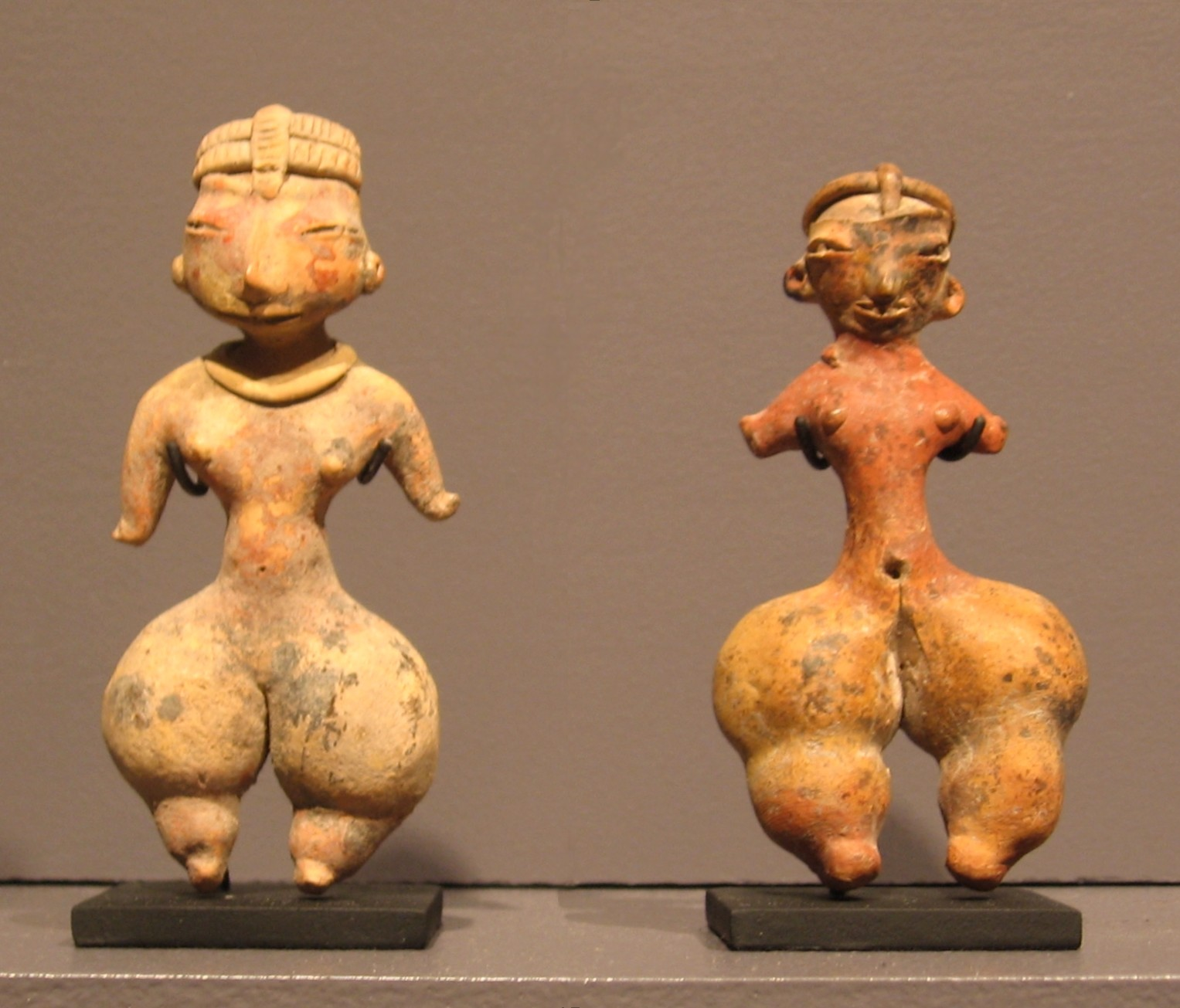
Figurillas femeninas, en la cultura de Tlatilco.

El arte se expresa en una variedad de medios, como la cerámica, el papel amate y la arquitectura. Sin embargo, la mayor parte de lo que se conoce como arte mesoamericano proviene de edificios de piedra y cerámica, la mayoría de pinturas y relieves. La cerámica data desde antes del periodo mesoamericano, probablemente comenzó como vasijas de cocina y almacenamiento, pero luego se adaptó al uso en rituales o en decoración. La cerámica era decorada por la forma, la pintura y los diferentes métodos de cocción. La más antigua conocida era la puramente artística, con la cual se producían pequeñas figuras de cerámica que aparecieron en el área de Tehuacán alrededor del 1500 A.C. y se extendió a Veracruz, el Valle de México, Guerrero, Oaxaca, Chiapas y la costa de Guatemala en el Pacífico. Las figuras más antiguas conocidas eran la mayoría de mujeres, que eran asociadas a ritos de fertilidad, debido a sus caderas y muslos de gran tamaño, así como figuras que cargaban bebés o de enfermeras; las figuras de hombres son en su mayoría representaciones de soldados. La producción de estas figuras de cerámica, que también han incluido figuras de animales u otras formas, siguen siendo una parte muy importante del arte desde hace 2000 años. En el periodo olmeca, la mayoría de las figuras de cerámica eran producidas en tamaños pequeños, pero las esculturas de gran escala alcanzaban los 55 cm. Después del periodo Pre-Clásico, la producción de esculturas de cerámica se redujo al centro de México, excepto en la Zona arqueológica de Chupícuaro. En las zonas mayas, el arte desaparece en el periodo Pre-Clásico, para volver a reaparecer en el periodo Clásico, en su mayoría en formas de silbatos o instrumentos musicales. En algunas áreas, como en Veracruz, la creación de figuras de cerámica continuó interrumpidamente hasta la conquista española, como artesanías, no como arte formal.

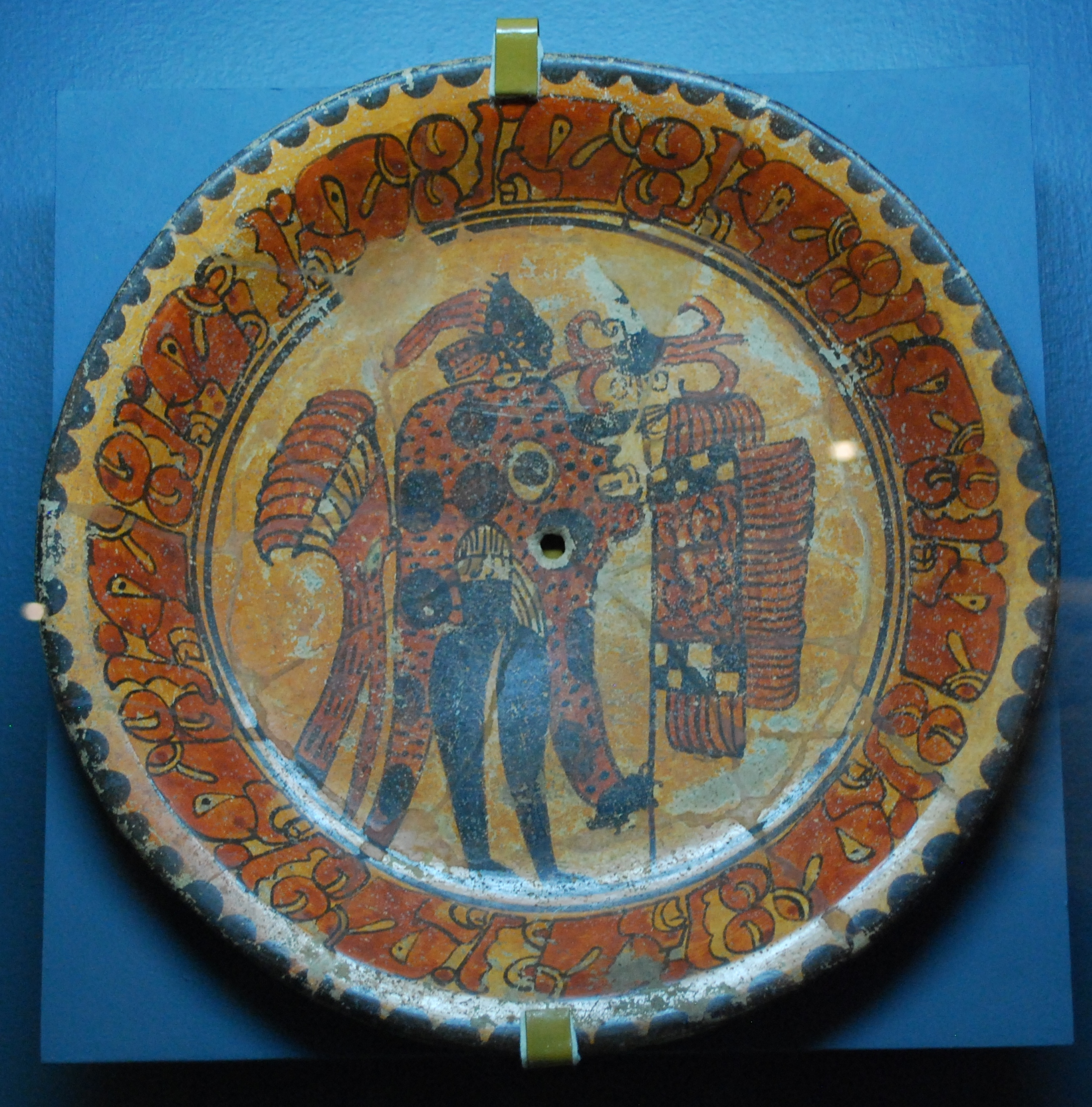
Placa de cerámica pintada, en el Museo Regional de Antropología e Historia de Chiapas.

Las pinturas mesoamericanas se plasman en diversas formas; pueden ser murales, códices prehispánicos de Mesoamérica y pinturas en objetos de cerámica. Las evidencias muestran que la aparición de estas pinturas data del año 1800 A.C. y continúa ininterrumpidamente de una u otra forma hasta la llegada de los españoles en el siglo XVI. Aunque pudo haber ocurrido desde antes, los primeros casos conocidos de pintura artística en edificios ocurren durante el principio del periodo clásico con los mayas en Uaxactún y Tikal, y en Teotihuacán con paredes pintadas de varios colores. Las pinturas fueron hechas de animales, vegetales y minerales y pigmentos. La mayoría de las pinturas se centran en figuras humanas, las cuales podrían ser realistas o estilizadas, de hombres, mujeres o asexuales, puedes estar desnudos o elegantemente vestidos, pero el estatus social siempre se plasma. También se representan escenas de guerra, sacrificios, a los dioses o a los nobles y también se pueden representar escenas de la vida diaria de gente común y corriente. Algunos otros temas que se representan incluyen dioses, símbolos y animales. Las pinturas mesoamericanas tenían un estilo bidimensional, que no se preocupaba por crear efectos de profundidad; sin embargo, este efecto logró ser representado.
En Mesoamérica, las esculturas que no se elaboraban con cerámica se hacían con huesos de animales; la pieza más antigua conocida se hizo con el cráneo de un animal, se halló en Tequixquiac y es probablemente de entre 10,000 y 8,000 A.C. La mayoría de las esculturas mesoamericanas se hicieron en piedra, aunque los trabajos de restauraciones fueron los más dominantes, que se realizaron independientemente. Las esculturas de piedra de tres dimensiones comenzaron a ser realizadas por los olmecas; un ejemplo muy importante son las cabezas colosales, que desaparecieron por el resto del periodo mesoamericano, debido a las restauraciones, hasta el periodo post clásico, con los mexicas.

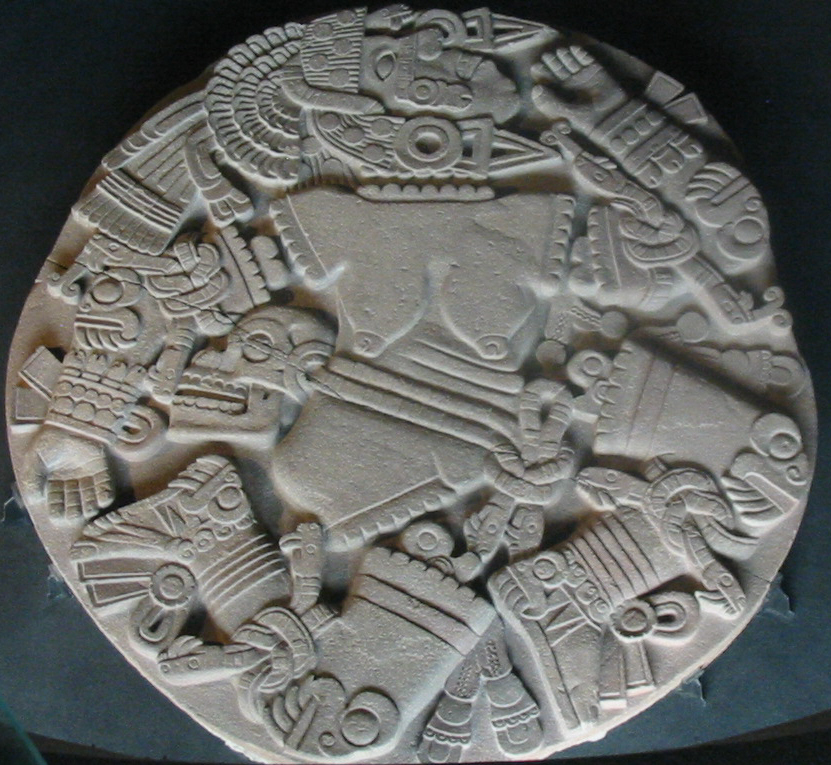
Disco que representa a la diosa Coyolxauhqui, en el museo del Templo Mayor.

La mayoría de las obras de piedra durante el periodo mesoamericano se asocian con la arquitectura monumental que, junto con la pintura mural, son consideradas un parte integral de la arquitectura de esos tiempos. La arquitectura monumental comenzó con los olmecas al sur de Veracruz y en la zona costera de Tabasco, en lugares como San Lorenzo; grandes templos o pirámides pueden verse en lugares como Montenegro, Chiapa de Corzo y la Venta. Esta técnica se esparció a Oaxaca, la zona del Valle de México, ciudades como Monte Albán, Cuicuilco y Teotihuacán. Estas ciudades, tarde o temprano, lograron tener un núcleo de construcciones como plazas, templos, palacios y estadios para el juego de pelota. La ubicación de estos lugares de basa en las direcciones cardinales y la astronomía para fines ceremoniales, como los rayos del sol del equinoccio de primavera que se esculpieron o pintaron en una imagen. Esto se relaciona generalmente con el sistema del calendario. Las esculturas en relieve o pintadas eran creadas con la estructura de los edificios, para finales del periodo pre clásico, casi todas las estructuras mesoamericanas fueron restauradas; los ejemplos más representativos son Monte Albán, Teotihuacán y Tula. Los relieves prehispánicos son generalmente lineales en el diseño, donde se pueden encontrar relieves bajos, medianos y altos. Si bien esta técnica era utilizada en muchas partes del mundo para presentar escenas narrativas, en Mesoamérica se utilizaba centrado en una simple figura. Las únicas veces que se ha visto a los relieves mesoamericanos en escenas narrativas es por las restauraciones, donde las figuras realizadas con esta técnica se unen y crean una escena narrativa; el mejor trabajo de restauración fue hecho por los mayas, especialmente de los habitantes de Yaxchilan.
La escritura y el arte no son distintos. Así ha sido para la cultura europea: la escritura es considerada arte y el arte a menudo se cubre con la escritura. La razón de esto es que ambas trataron de recordar la historia e interpretarla realidad de las culturas. Los manuscritos se escribieron en papel o en otros materiales, agrupados en libros llamados códices. El arte de la lectura y la escritura solo era designado para las clases altas, como los sacerdotes, ya que se utilizaban como una fuente de poder. Los sistemas de escritura de Mesoamérica fueron más formales y rígidos que las imágenes pintadas en los murales y otras formas de arte, ya que se consideraban más como algo simbólico, que representaba temas relacionados con eventos astronómicos, genealogía o eventos históricos. La mayoría de los códices prehispánicos vienen del último periodo de Mesoamérica y de principios del periodo de la colonia. Muchos de ellos fueron destruidos durante la historia; es por esto que se conocen más de los mexicas que de las culturas mayas. Los códices mexicas más importantes incluyen los códices del Grupo Borgia y muchas otras obras, principalmente religiosas, donde la mayoría datan de antes de la conquista. El Códice Borbónico, el Códice Mendoza y el desaparecido Códice Florentino son obras con estilo europeo pero creadas por artistas mexicanos, probablemente realizados en un material muy antiguo, ya que se han perdido.

### Era española

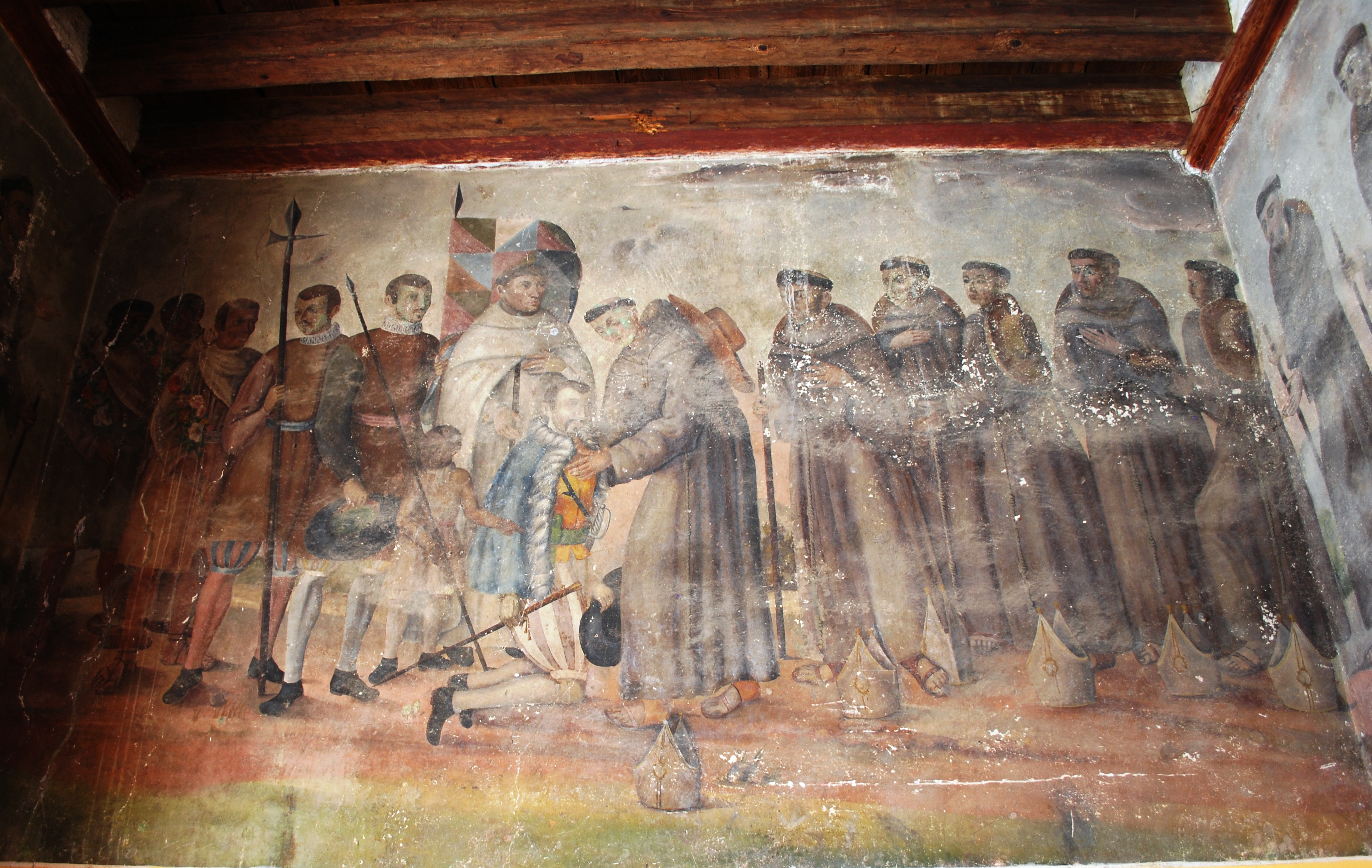
Mural en el que aparece Cortés saludando a los primeros 12 franciscanos de México en el antiguo monasterio de Ozumba, en el estado de México.

Desde la Conquista Española, el arte mexicano ha sido una interacción, continua y compleja, entre elementos europeos y las perspectivas nativas. Después de la conquista, las primeras representaciones de arte eran relacionadas con la evangelización y la construcción de iglesias. Los españoles, en un principio atrapados en nuevas tierras, eligieron y utilizaron artistas y canteros indígenas para edificar iglesias y monumentos relacionados con la religión católica. Los conquistadores les enseñaron a estos artesanos las técnicas y diseños europeos; los primeros trabajos de arte se denominaron tequitqui (en náhuatl, el “pueblo”), que incluían elementos como caras aplanadas y expresiones muy marcadas.
El más antiguo de los artistas del México colonial era de origen español; llegó a México cuando llevaba la mitad de su carrera como artista. Otros personajes con características similares llegaron a México, como el fraile Alonso López de Herrera. Después de ellos, los artistas comenzaron a nacer en México, pero aún continuaban con las técnicas europeas, a menudo de grabados importados, los cuales comenzaron a aparecer en las obras de arte de México porque en Europa ya habían pasado de moda. Durante el periodo colonial los artistas trabajaban en grupos y no individualmente; cada uno de estos grupos tenía sus propias reglas, preceptos, mandatos y técnicas de innovación para sus obras de arte.
Con el fin de buscar la mayor armonía posible con las tradiciones indígenas a fin de facilitar la labor misionera de propagar el evangelio, crearon conventos que funcionaban como residencia del los frailes, escuela, hospital, hospedería; se lo consideraba un centro de servicio total.
El monasterio mexicano del siglo XVI estaba construido por la iglesia, el atrio -de superficies enormes para reunir a todo el pueblo indígena, se encontraba fuera de la iglesia prolongando su eje donde se situaban la capilla abierta, los posas y una cruz-, y el convento con múltiples funciones mayormente orientado en el costado sur.[cita requerida]

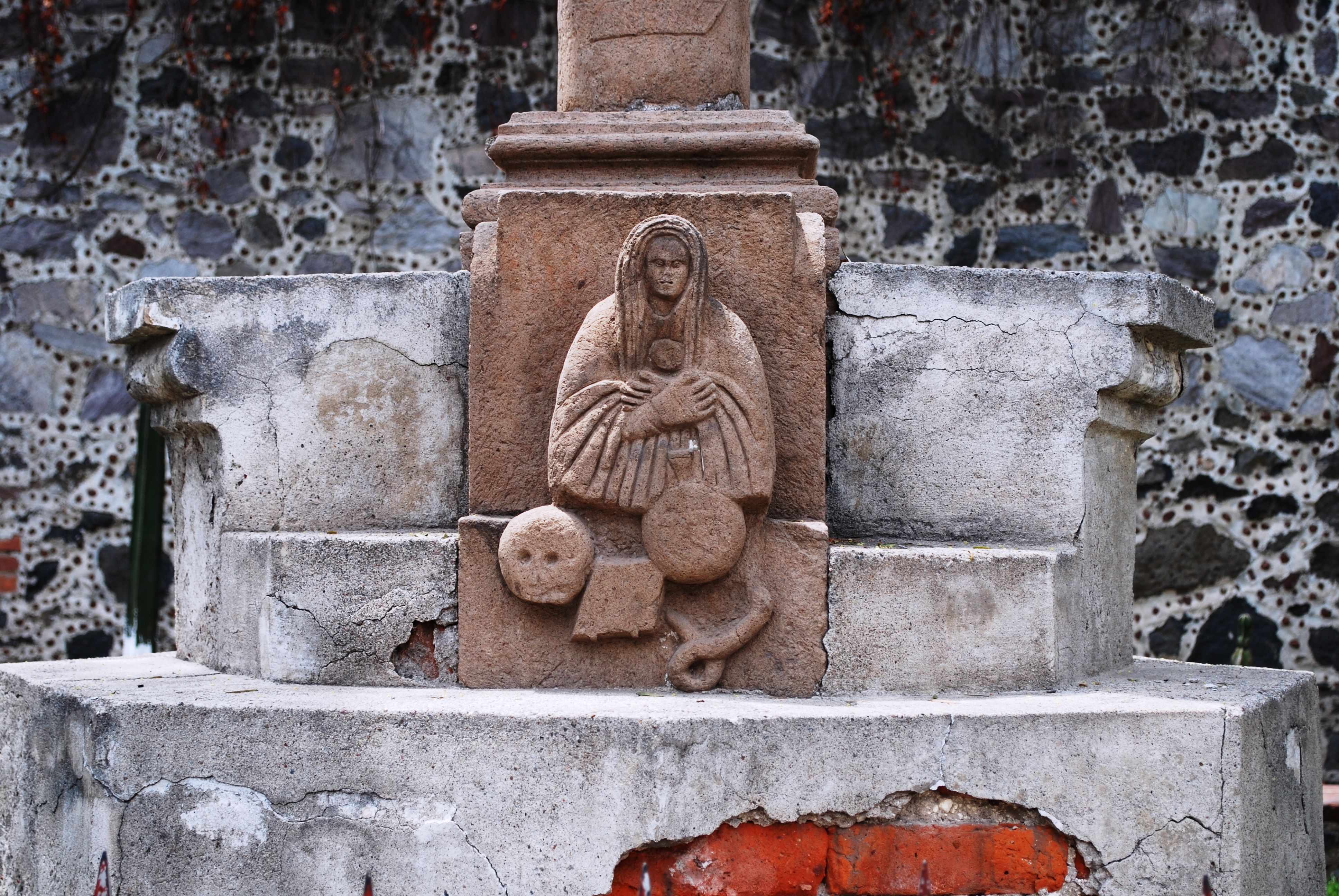
Primer plano de una representación tequitqui de la Virgen María, en el antiguo monasterio situado en Acolman, en el estado de México.

Los primeros monasterios construidos en y alrededor de la Ciudad de México, como los monasterios en las faldas del Popocatépetl tenían elementos o combinaciones de la arquitectura del Renacimiento, plateresco y de la arquitectura gótica. Estos monasterios no tenían mucha decoración, ya que se preocupaban más por los techos altos y por construir las fortalezas para evitar ataques. Sin embargo, la construcción de iglesias con grandes decorados y muchas obras religiosas serían características de la época colonial. La mayoría de estas iglesias se construyeron bajo la enseñanza de la iglesia, pero en algunos casos también para fines políticos, como cuando competían las órdenes religiosas como la Orden Franciscana, la Orden de los Dominicos, conocidos también como Orden de Predicadores, y la Orden de San Agustín. Estas órdenes sirvieron para mantener un dominio de españoles sobre indígenas. Hoy en día, existen construcciones y otras obras de la era colonial en todo el país; donde se pueden encontrar más de ellas es en las zonas altas centrales de la Ciudad de México. El arte colonial se mantuvo con un estilo completamente europeo; colores apagados y sin la adición de elementos nativos como los del movimiento "tequitqui", nunca fueron el centro de las obras, ya que se utilizaron muchos elementos nativos que eran lo más representativos, como el follaje nativo, la piña, el maíz y el chocolate. Muchas de estas obras se pueden ver en los portales, así como en grandes frescos que decoraban el interior de las iglesias y de las paredes de los monasterios que eran cerradas para el público.
El estilo dominante de arte y arquitectura durante el periodo colonial fue el Barroco. En 1577, el Papa Gregorio XIII creó la Academia de San Lucas con el fin de romper con el estilo renacentista; la idea era utilizar pinturas y esculturas en las iglesias para reforzar y enseñar la doctrina religiosa. En España uno de los primeros trabajos con estilo barroco fue el patio del monasterio de los Reyes en El Escorial.

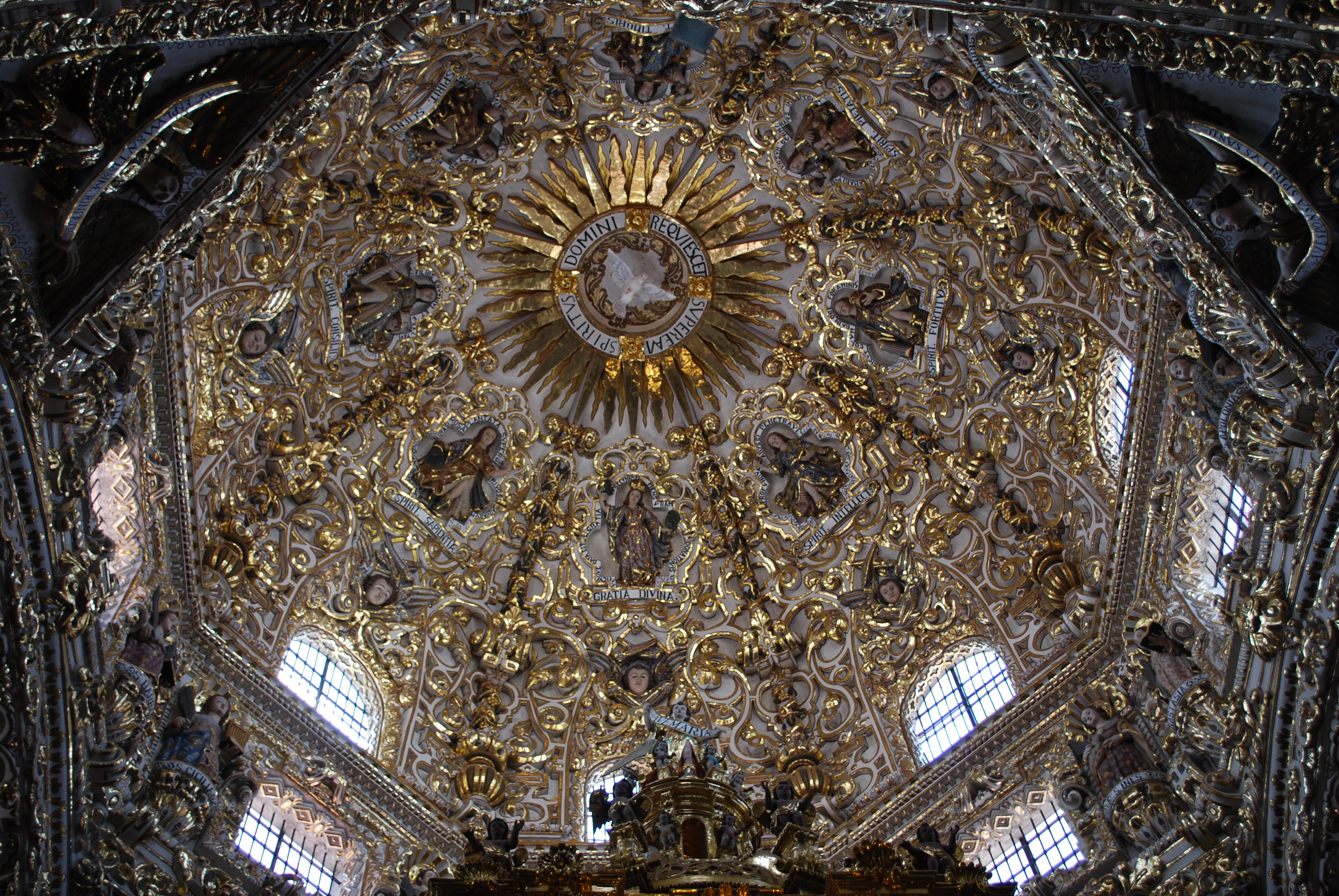
Cúpula de la capilla del Rosario, en la ciudad de Puebla.

El estilo barroco fue trasladado a México por los españoles, donde desarrolló sus propias variaciones desde el siglo XVI al XVIII. El arte y la arquitectura barrocos se utilizaron principalmente para las iglesias, sobre todo porque en todas las ciudades, pueblos y aldeas, las iglesias eran el centro de las comunidades, con calles de un patrón similar alrededor de ellas. Esto reflejaba el papel de la iglesia como el centro de la vida de las comunidades. El diseño de la iglesia del Virreinato de Nueva España tendía a seguir con patrones rectilíneos de cuadros y cubos, mientras que las iglesias contemporáneas europeas usaban patrones de curvas y orbes. Los espacios de las iglesias barrocas en México tienden a ser menos ostentosos que los de los europeos, y la atención se centraba en el altar principal. El objetivo era la contemplación y la medición y el exceso de ornamentación se creó para mantener la atención en los altares principales.

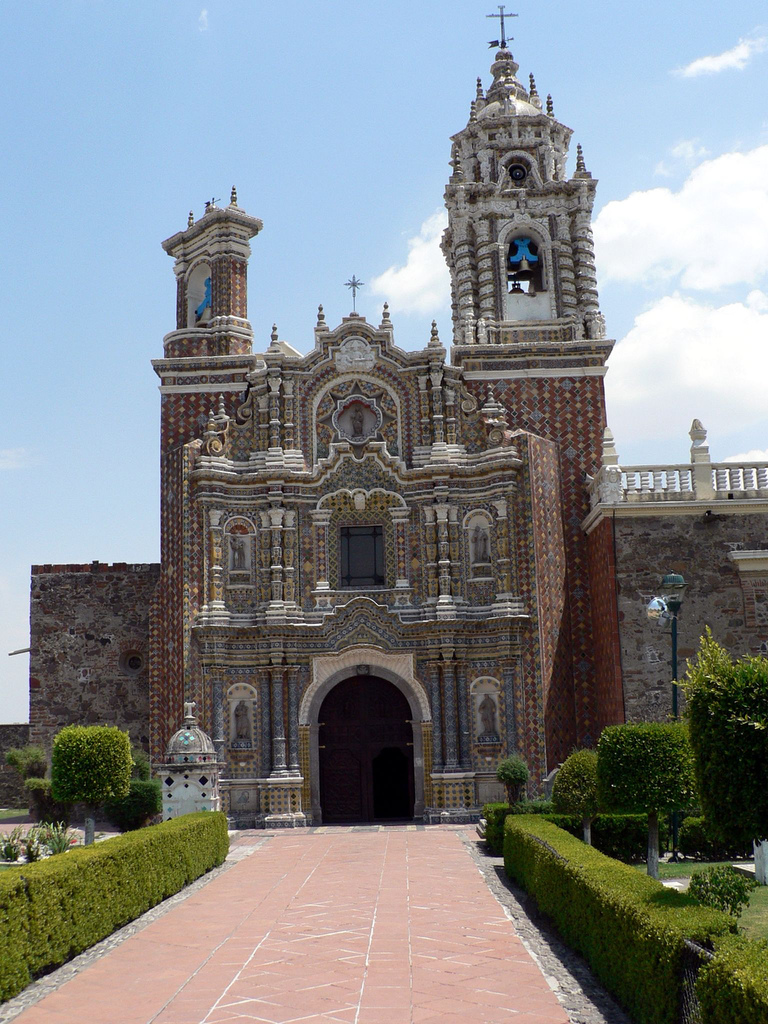
Fachada de la iglesia de San Francisco Acatepec, de estilo barroco, con mosaico de Talavera.

Un elemento importante del barroco mexicano eran las columnas, en particular la parte central del capital y la base, las cuales pueden clasificarse en seis tipos, incluida la columna salomónica y el estípite (arquitectura) (una pirámide truncada invertida). En el periodo colonial, más tarde, incluso si el resto de la estructura no estaba totalmente decorado como en el estilo "purista", las columnas y los espacios se hallaban exageradamente decorados. El desarrollo del barroco en México hizo que se crearan sub-estilos y técnicas. El barroco "estucado" era puramente decorativo y no empellaba ninguna característica arquitectónica, las características se moldeaban a partir de estucos con detalles intrincados y bien cubiertos de oro o pintura. Esta técnica alcanzó su apogeo en el siglo XVII en Puebla y Oaxaca; ejemplos de esto se encuentran en la capilla del Rosario en Puebla, Puebla y en la iglesia de Tonantzintla. Una de las razones por las cuales esta técnica desapareció fue porque el trabajo de estuco se disolvió.
El barroco Talavera fue una variedad que se dio principalmente en los estados de Puebla y Tlaxcala. La principal característica de esta técnica fue el uso de los azulejos de cerámica, pintados a mano de la Talavera de Puebla. Este estilo nació aquí debido a la industria de la cerámica; los azulejos se encuentran principalmente en los campanarios, cúpulas y principales portales del exterior; también se encuentran intercalados en el resto de la fachada, como los acentos de los ladrillos. Este tipo de barroco apareció por primera vez en el siglo XVII, y alcanzó su apogeo en el siglo XVIII; aunque el uso de este estilo se limita principalmente a dos estados, elementos de este estilo se encuentran en las cúpulas en muchas otras partes del país. En la época del barroco tardío, los artistas de la zona de la provincia de la Nueva España crearon fachadas de iglesias intrincadamente texturizados e interiores similares a las de las grandes ciudades, sin embargo, tenían características diferentes, lo cual los llevó a llamarlo barroco mestizo o folk barroco. Los efectos de dos niveles fue menos utilizado en el modelo escultórico y más en la perforación de la superficie para crear un efecto de tipo pantalla, esto tiene algunas similitudes con piedras prehispánicas y la talla de madera, elementos que utilizaban los indígenas para sobrevivir. En otros estilos del barroco en México, no se adornan todas las superficies ya sean del interior o del exterior, pero centran su ornamentación en las columnas, pilastras y los espacios entre ellas, muchos de los elementos que usan para adornarlas son medallones y nichos con estatuas, que también se utilizan para adornar ventanas y portales principales. Después los patrones de las columnas cambiaron y se convirtieron en surcos ondulados (llamados estrías móviles).

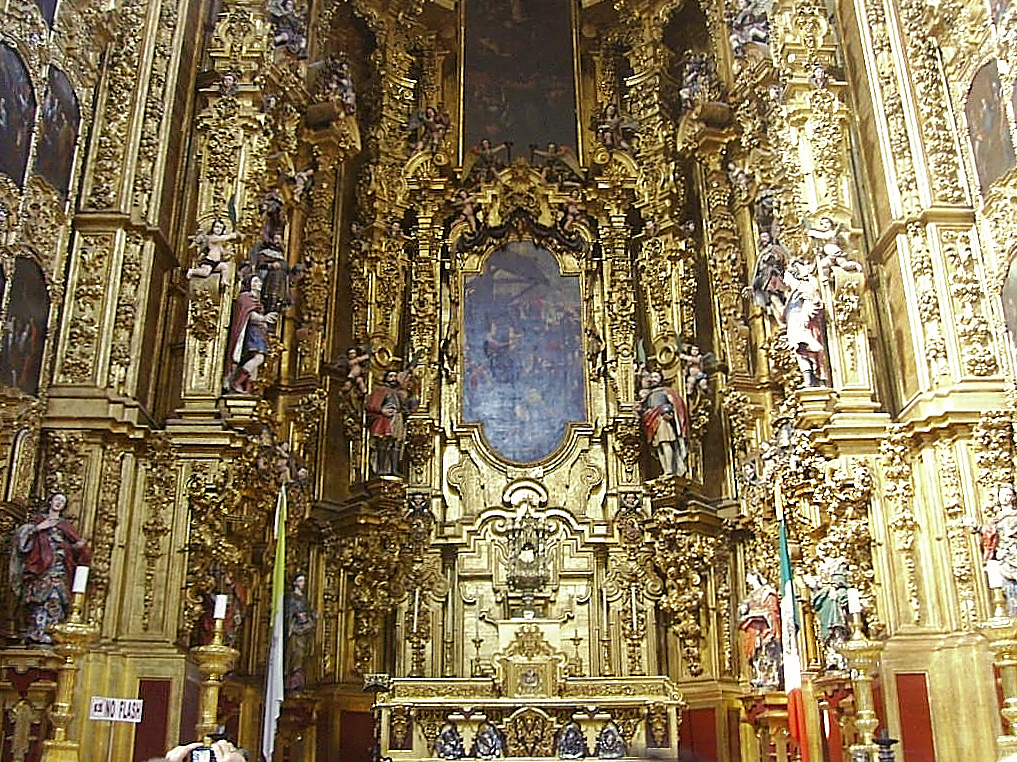
Detalles del Altar de los Reyes, en la Catedral Metropolitana de la Ciudad de México.

Otro estilo del barroco que apareció más tarde en México fue conocido como churrigueresco mexicano, sin embargo el término técnico para este estilo anticlásico muy exuberante es: ultra barroco, se originó en España durante como decoración arquitectónica, extendiendo a la escultura y al mobiliario tallado. En España el elemento definitivo del estilo ultra barroco fue el uso de la columna salomónica junto con la profusa decoración. En México la columna salomónica aparece también, pero el principal elemento en México del estilo ultra barroco es el uso de la columna de la Estípite (arquitectura), esta no es una columna como tal, sino más bien es una base alargada en forma de una pirámide truncada invertida, esto se puede ver en la Catedral Metropolitana de la Ciudad de México en el portal de los reyes y el altar principal del Tabernáculo. El estilo ultra barroco fue inducido a México por Jerónimo de Balbás, cuyo trabajo artístico en un altar de la Catedral de Santa María de la Sede de Sevilla fue usado de inspiración para el altar de los Reyes, construido en 1717. Balbás utilizó la estípite para transmitir una sensación de fluidez, pero sus seguidores mexicanos decidieron alinear los estípites y aplanar las fachadas, dando como resultado una representación menos dinámica. Esto es lo que Lorenzo Rodríguez hizo al diseño de Balbás para el altar de los Reyes, también creó una división horizontal más fuerte entre el primer y el segundo nivel, que derivó del ultra barroco mexicano de la versión española. El estilo ultra barroco apareció cuando las minas mexicanas estaban en su apogeo, lo que provocó numerosos proyectos de construcción, gran parte del estilo ultra barroco se puede ver la ciudad de Guanajuato y en sus minas, por esta razón este estilo se desarrolló mucho más en México que en España.

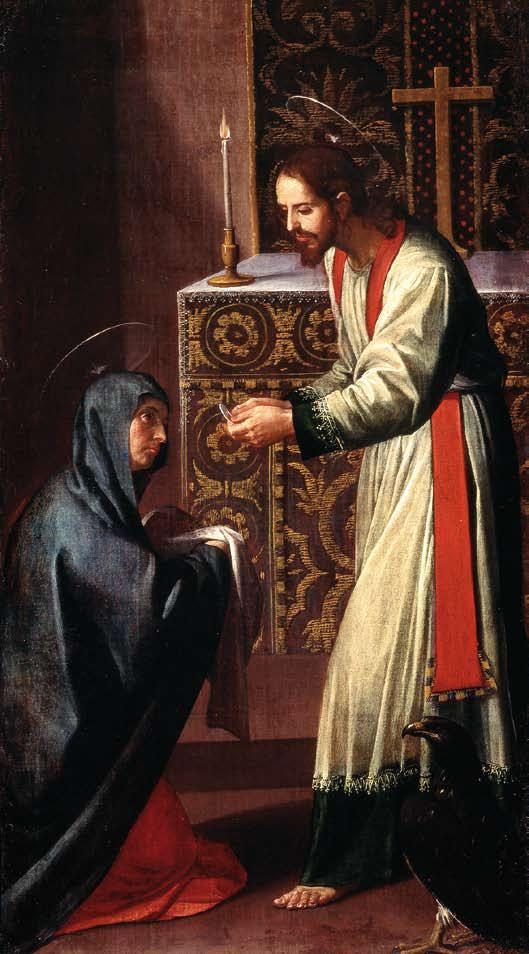
Juan Evangelista dando la comunión a la Virgen María, cuadro de Alfonso Cano, en el Museo Nacional de San Carlos.

La pintura barroca se estableció firmemente a mitades del siglo XVII, con la obra del español Sebastián López de Arteaga. Su pintura se ejemplifica con el lienzo llamado Tomás el incrédulo, de 1643. En esta pintura, se muestra a Tomás el Apóstol metiendo su dedo en la herida de Cristo para enfatizar su sufrimiento. El cuadro cuenta con una leyenda que dice "el verbo hecho carne", esta obra de arte es un ejemplo de la intención didáctica del barroco. Una diferencia entre los pintores mexicanos y los europeos, es que estos últimos prefieren la franqueza y la claridad realista, sobre fantásticos colores, proporciones alargadas y relaciones espaciales extremas. El objetivo era crear un escenario realista, en el que el espectador pueda imaginarse como parte de la obra. Este estilo fue creado por Caravaggio en Italia, después se hizo popular entre los artistas de Sevilla, que después lo trajeron a Nueva España. Del mismo modo, las esculturas del barroco, representan escalas de tamaños naturales, tonos de piel realistas y simulación de prendas de hilo de oro, que se realizan a través de una técnica llamada "estofado", que es la técnica de aplicar pintura sobre el oro.
La siguiente influencia más importante en artistas mexicanos y latinoamericanos, fue la del artista flamenco Peter Paul Rubens, conocido por las copias de grabados y la técnica llamada mezzotint. Las pinturas de este artista se han copiado y vuelto a trabajar y se convirtieron en el estándar para el arte religioso y secular. Más tarde las pinturas barrocas se trasladaron de los confines de los retablos de lienzos independientes del interior de las iglesias. Uno de los pintores mexicanos más conocidos de este tipo de trabajos era Cristóbal de Villalpando, su trabajo puede ser visto en la Sacristía de la Catedral Metropolitana de la Ciudad de México, que se realizó entre 1684 y 1686. Sus lienzos estaban pegados directamente en la pared, con marcos en forma de arco para estabilizarlos, se encuentran justo debajo de las bóvedas del techo, incluso. Incluso el fresco del siglo XVI no era tan grande. Otra de las obras de Villalpando es la cúpula de la Catedral de Puebla, que se realizó en 1688. Utilizó técnicas de pincel de Rubens y la forma de su estructura, para crear una composición de nubes con ángeles y santos, de donde surge una paloma para representar al Espíritu Santo y donde la luz de las ventanas simboliza la gracia de Dios.
El arte religioso colonial fue patrocinado por las autoridades de las iglesias y patrocinadores privados. El patrocinio de la costosa ornamentación de las iglesias era una forma para que la gente de alto nivel socioeconómico obtuviera mayor prestigio. Durante los siglos XVI, XVII y XVIII, la Ciudad de México fue una de las más ricas en el mundo, sobre todo debido a la minería y la agricultura, y fue capaz de soportar un gran panorama artístico. Mientras que las obras para las iglesias eran las más solicitudes, también existían para obras seculares. Los retratos no eran muy conocidos durante la época colonial, y los que los conocían eran principalmente virreyes y arzobispos. A partir de finales del estilo barroco, la pintura de retratos de la nobleza, se convirtieron en un estilo representativo. Dos pintores muy importantes que realizaban estos retratos fueron los hermanos Nicolás y Juan Rodríguez Juárez; sus obras siguieron los modelos europeos, con los símbolos de rango y los títulos, que se representaban dentro de las pinturas. Otro tipo de pintura colonial secular fue llamada "casta", basándose en las castas; esto a menudo fue realizado por funcionarios españoles para tener recuerdos de México. La producción de estas pinturas se detuvo después de la Independencia de México y con las medidas políticas que se implementaron sobre la identidad mestiza, que se trataba de implementar medidas contras las personas que ocultaban este tipo de pinturas, lo cual duró hasta comienzos del siglo XXI, cuando los estudiosos comenzaron a informarse.

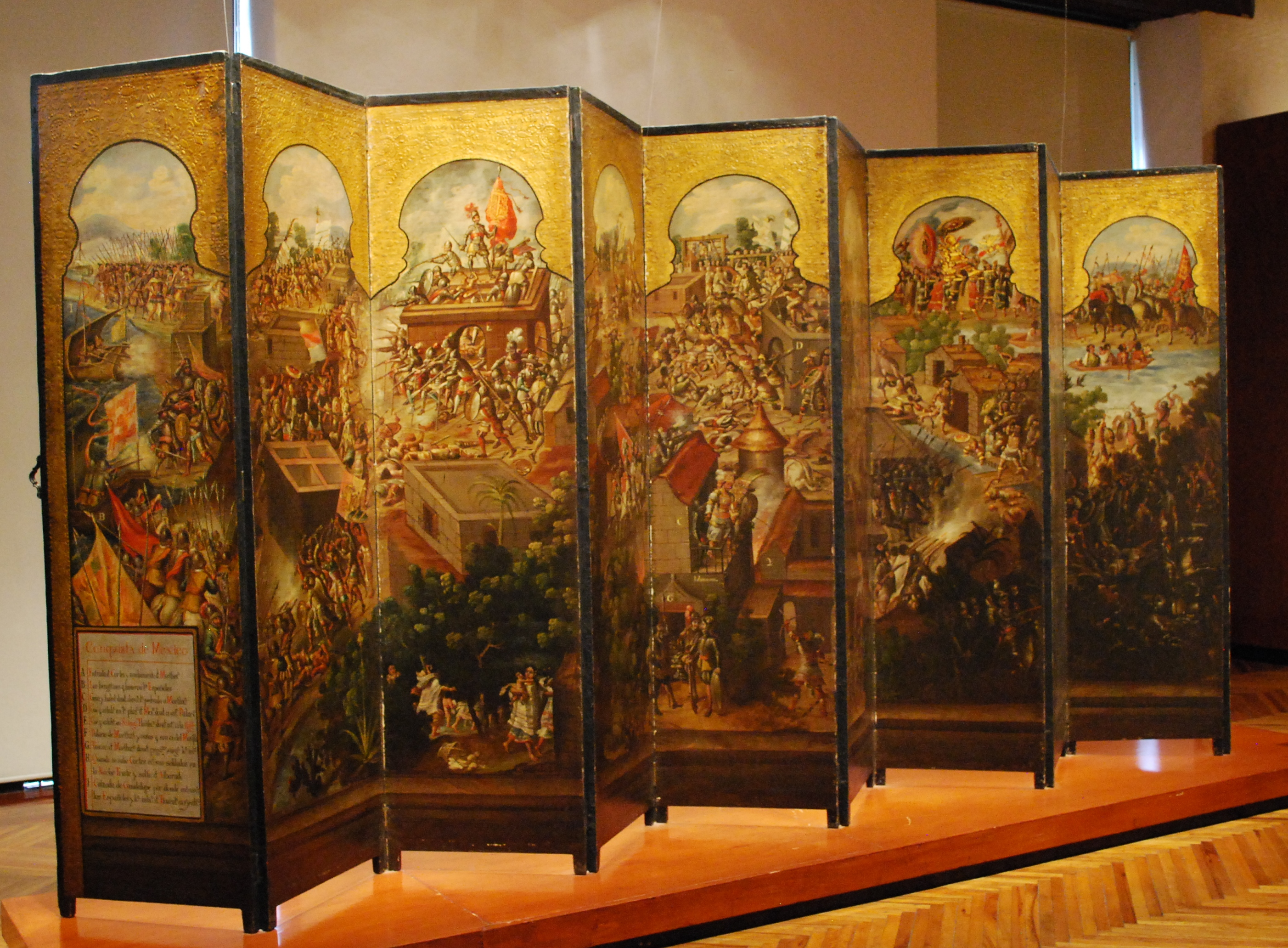
Pantalla de biombo con representación de la conquista española de México, en el Museo Franz Mayer.

México era una encrucijada comercial de la época colonial, con las mercancías procedentes de Asia y Europa se provocó una mezcla con los productos nativos, esta convergencia es más evidente en las artes decorativas de la Nueva España. Para las clases altas era muy común tener un cuarto llamado "salón de estar", que contaba con alfombra y cojines, para que las mujeres pudieran descansar y taburetes y sillones para los hombres. Los "biombos" fueron introducidos desde Japón, los cuales fueron modificados con el paso del tiempo, modificando lo que se plasmaba en ellos, haciéndolos más europeo y mexicanos que asiático, un ejemplo de esto es un biombo con escenas de la conquista mexicana, que se encuentran en el Museo Franz Mayer.
El último instituto de arte de la época colonial fue la Academia de San Carlos en 1783. Mientras que la producción de los santos consumió casi todo el trabajo artístico, no están desprovistos de efectos públicos, el más importante de ellos fue el surgimiento del culto a Nuestra Señora de Guadalupe (México) como un santo americano, representante de la identidad de los mexicanos. A finales del siglo XVIII, las colonias españolas se estaban convirtiendo en la cultura independiente de España, incluyendo sus artes. Se creó una nueva academia, la cual creó la Corona de España para controlar la expresión artística y saber que se difundiría. Esta escuela fue atendida por profesores españoles, en cada una de las disciplinas, el primer director fue Jeronimo Gil. La escuela se convirtió en el hogar de una serie de moldes de yeso de las esculturas básicas de la Real Academia de Bellas Artes de San Fernando en España, llevados ahí con fines didácticos. Estos moldes están en exhibición en el patio trasero de la Academia.
Por la misma época, la Corona promovió el establecimiento en México del Neoclasicismo en el arte y la arquitectura, que ya se había vulgo muy popular en España. Este estilo fue una reinterpretación de referencias grecorromanas y su uso era para generar dominación europea en las colonias españolas. Uno de los artistas del estilo neoclásico a finales de la época colonial fue Manuel Tolsá, el primer profesor de escultura en la Academia y el segundo director de esta misma. Tolsá diseño edificios neoclasiscistas en México, pero su obra más conocida es un estado ecuestre del Rey Carlos IV, en un molde de bronce en 1803 y originalmente colocado en la plaza de la Constitución (Ciudad de México). A partir del 2011 se puede ver en el Museo Nacional de Arte (México).

### sigloXIX

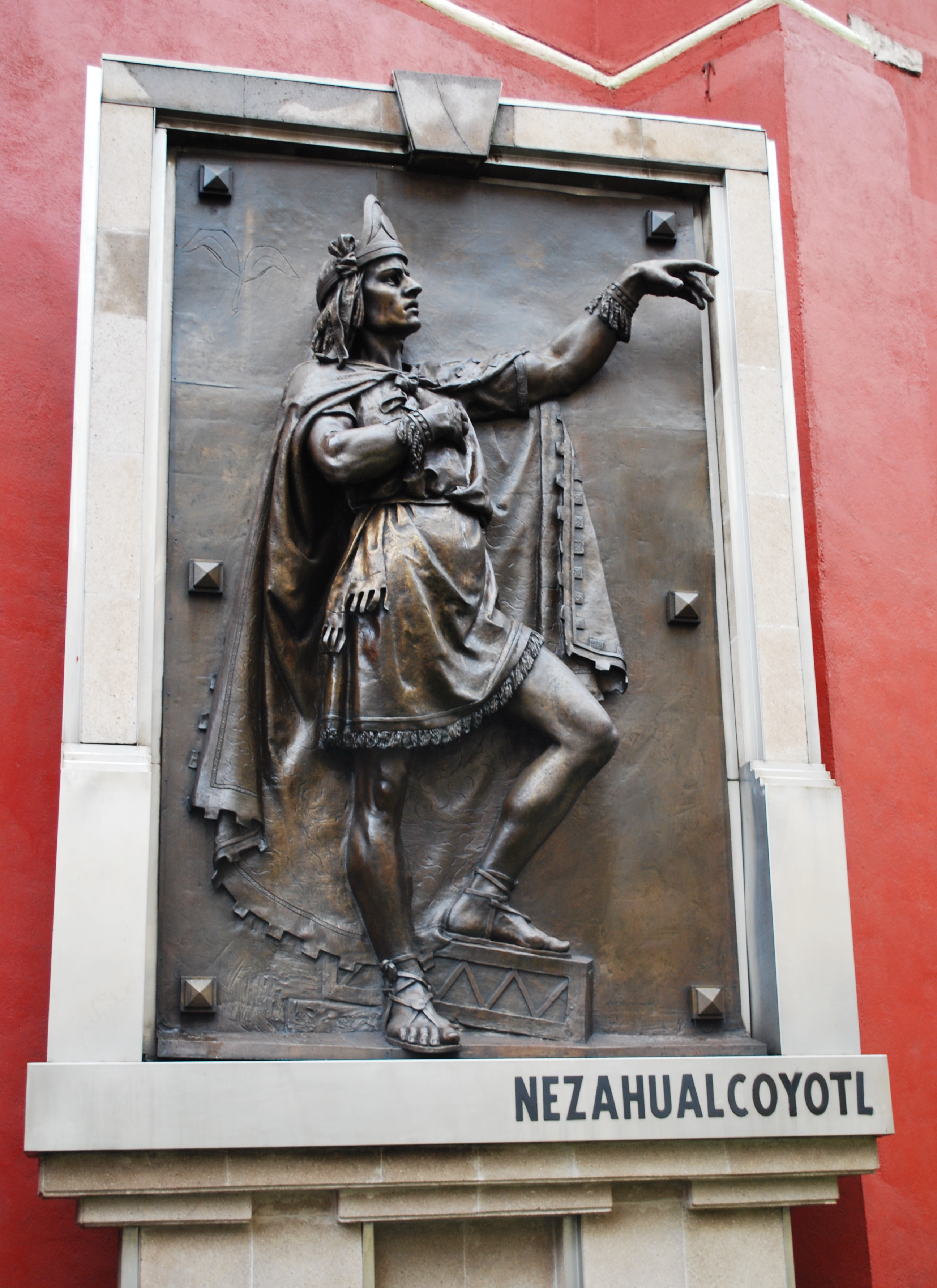
Escultura de Nezahualcóyotl (1888-1889), de Jesús Fructuoso Contreras, en el jardín de la Triple Alianza

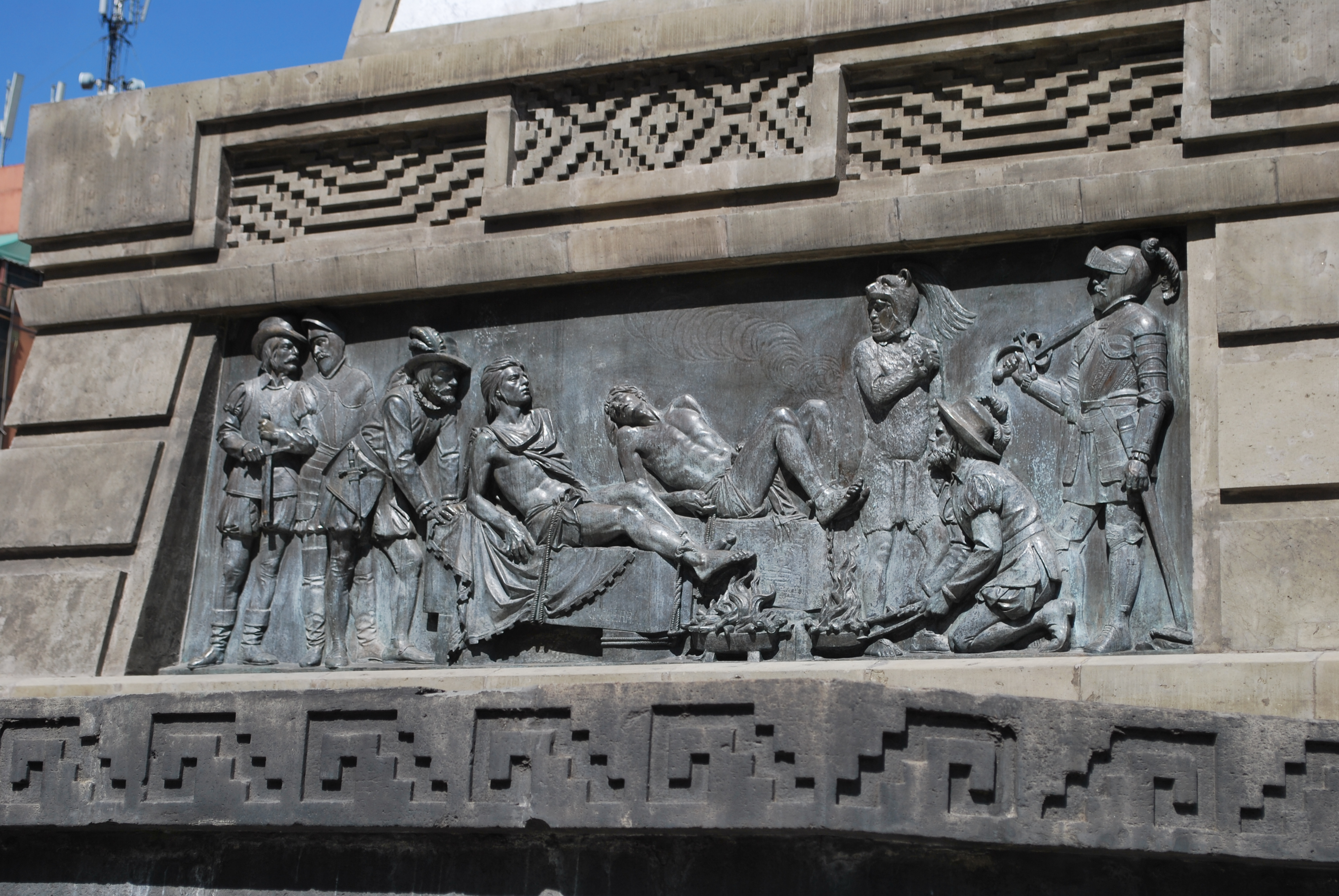
La tortura de Cuauhtémoc en un monumento en su honor, en la avenida Paseo de la Reforma.

Hacia las últimas décadas del siglo XVIII, el orgullo de la ciudad barroca de México, cultivado con sus obras pero también en los elogios y las apologéticas descripciones, se tambaleaba en la conciencia de sus habitantes ilustrados.

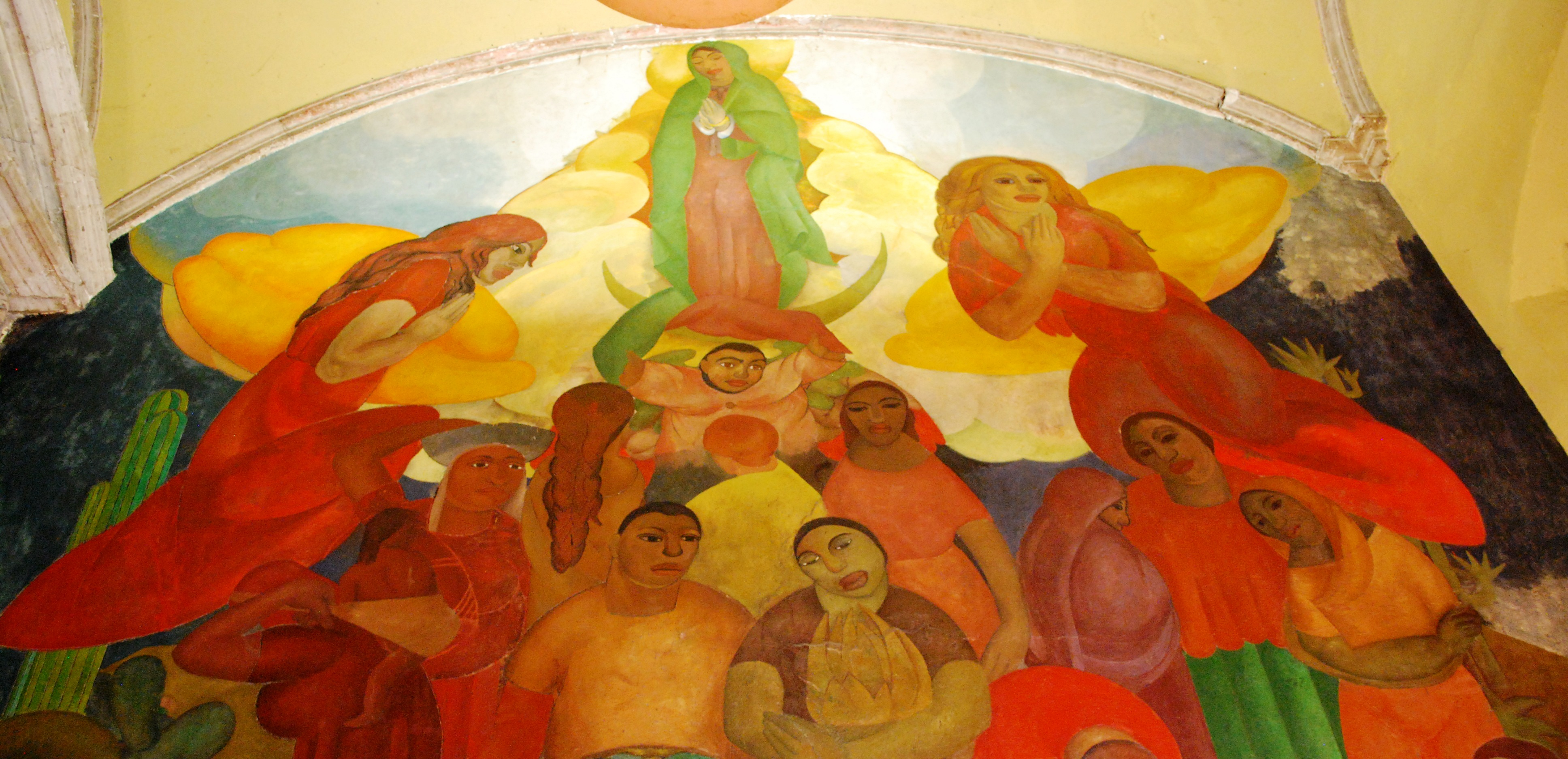
Fragmento de la Alegoría a la Virgen de Guadalupe, de Fermín Revueltas, en una de las paredes de la Real y Pontificia Universidad de México.

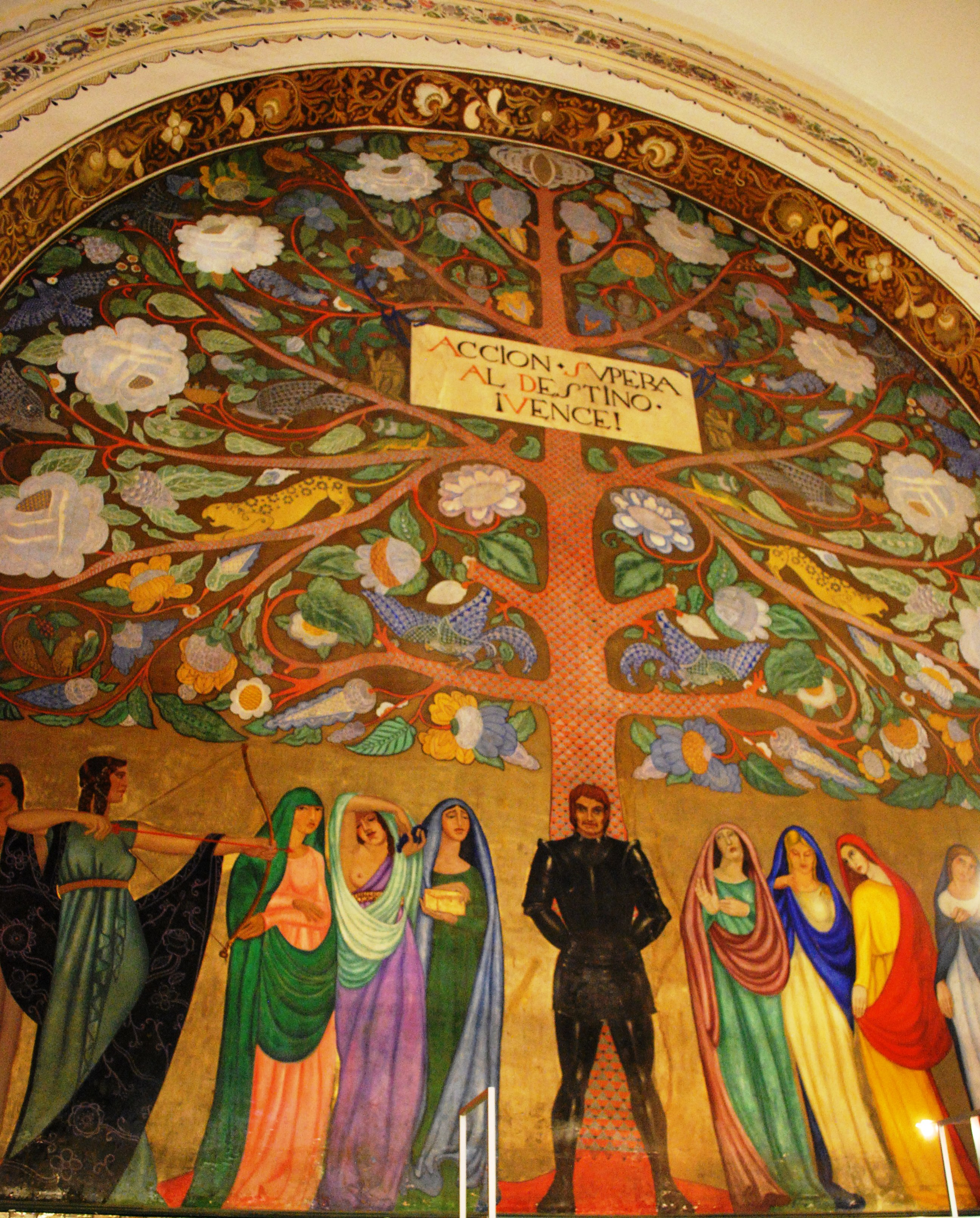
El árbol de la vida o el árbol de la ciencia, pintado por Roberto Montenegro, obra que se halla en el Museo de la Luz.

La Academia de San Carlos sigue siendo el centro de la pintura académica y la más prestigiosa institución de arte en México, pero durante la Independencia de México tuvo que cerrar. A pesar de la asociación que tenía la Academia con la Corona Española y con el estilo europeo, la Academia fue reabierta por el nuevo gobierno después de que México obtuviera la Independencia completa en 1821. Sus exprofesores y estudiantes murieron durante la guerra o regresaron a España, pero cuando se volvió a abrir se encargaron de conseguir a los mejores estudiantes de arte del país y continuaron con las enseñanzas del estilo europeo, lo cual duró hasta el siglo XX. La Academia fue renombrada como Academia Nacional de San Carlos, y el nuevo gobierno siguió favoreciendo el estilo neoclasicista, ya que pensaba que el barroco era símbolo del colonialismo. El estilo neoclásico continuó durante el reinado de Maximiliano I de México, aunque el presidente Benito Juárez lo apoyó de mala gana, ya que consideraba que seguía siendo parte del colonialismo.
A pesar de la asociación del neoclasicismo con la dominación europea, el neoclasicismo continuó siendo el elegido por el gobierno de México después de la independencia, y se usó para las principales construcciones del gobierno a finales del siglo. Sin embargo, los temas indígenas comenzaron a aparecer en las pinturas y esculturas; una de las figuras de estilo neoclasicista con temas indígenas fue la de Tlahuicol, hecha por un artista de Cataluña, llamado Manuel Vilar, en 1851. En 1877, Porfirio Díaz encargo la estatua del último emperador azteca, Cuauhtémoc, que se encuentra en la avenida Paseo de la Reforma; Cuauhtémoc es representado con una toga, con un tocado de plumas, similares a las de un guerrero troyano en lugar de un emperador azteca, la base tiene elementos de la arquitectura romana, esa base contiene placa de bronce que representan escenas de la conquista española, pero se centran en las figuras indígenas. Había dos razones para que existiera el cambio de temas, el primero fue que la sociedad mexicana comenzó a denigrar la cultura colonial y a sentir que los elementos indígenas eran más representativos del pasado mexicano. El otro factor fue un movimiento en todo el mundo, que inició en 1830 y fue encabezado por los artistas que quería hacer frente a la sociedad. En México este sentimiento de ir en contra de lo establecido fue apoyado por la Academia de San Carlos y su enfoque europeo.

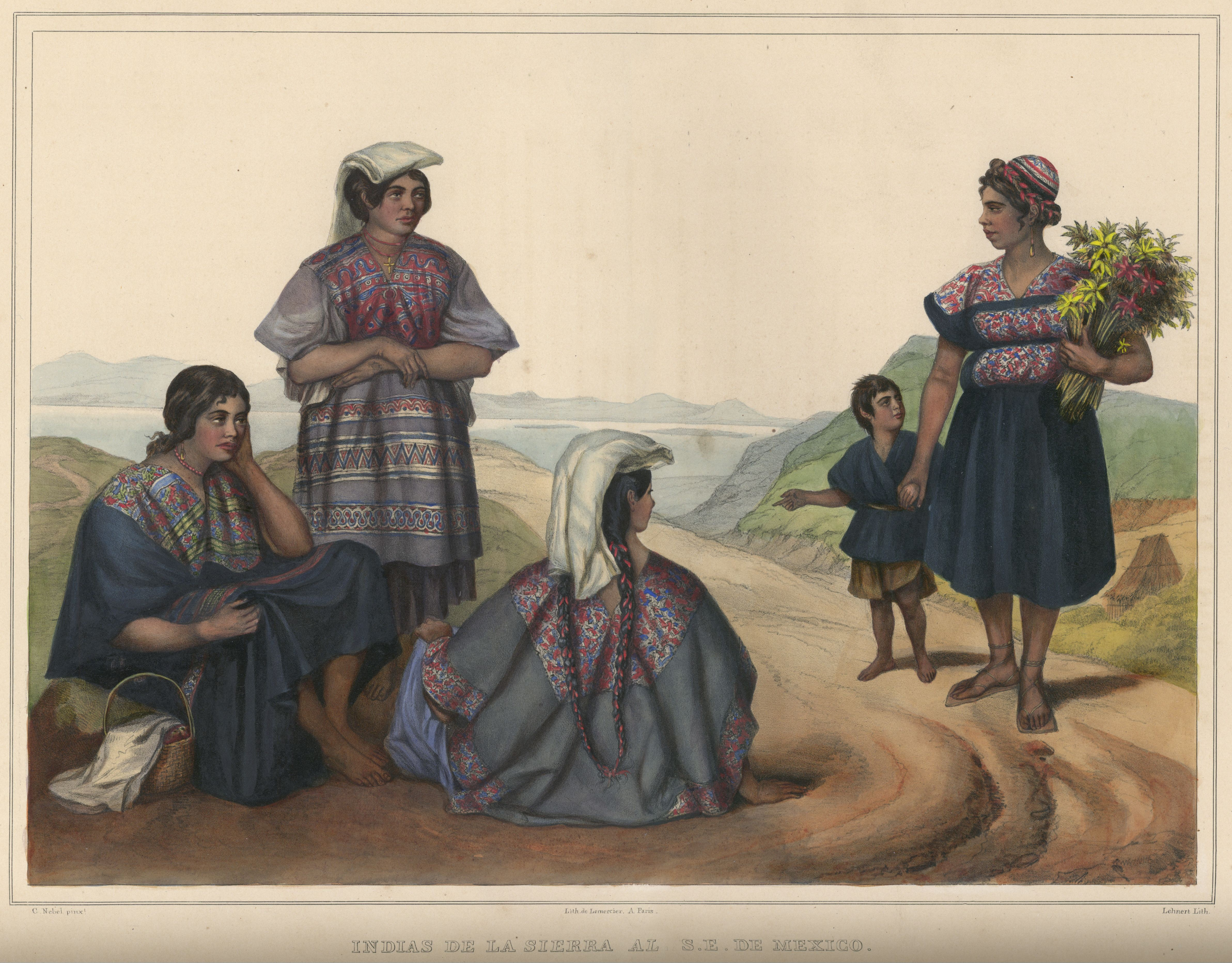
Representación de indígenas en la sierra, de Carl Nebel.

En la primera mitad del siglo XIX, el estilo romántico de las pinturas fue introducida en México y en América Latina por los viajeros extranjeros que se sentían interesados por el nuevo país independiente. Uno de los artistas proveniente de Baviera era Mauricio Rugendas, que vivió en el país de 1831 a 1834. Pintó escenas con una composición dinámica y colores brillantes, de acuerdo con el estilo romántico, en busca de imágenes bellas, sublimes e impactantes de México y otras áreas de América Latina. Sin embargo, muchos de los trabajos de Rugendas son bocetos de grandes lienzos, muchos de los cuales nunca realizó. Otros artistas fueron el inglés Daniel Egerton, quien pintó paisajes con el estilo romántico británico, y el alemán Carl Nebel, quien creó principalmente la litografía de varias poblaciones étnicas del país.
Una serie de artistas nacidos en el país durante la época siguieron a los pintores románticos europeos, en su deseo de documentar las diversas culturas de México. Este tipo de pintores entraron en el estilo del costumbrismo, término derivado de la palabra "costumbre". El estilo de estos pintores no siempre era renacentista, también utilizaban otros más. La mayoría de estos artistas eran de clases altas y educados en Europa. Mientras que los pintores europeos veían esto como temas exóticos, los costumbristas tenían un sentido más nacionalista de su país de origen. Uno de los pintores se llamaba Agustín Arrieta y venía de Puebla, quien aplicó las técnicas realistas en escenas de su ciudad natal, capturándolas con cerámica y azulejos de vivos colores, las escenas de la vida cotidiana a menudo representaban mujeres en la cocina, vendedores negros y afroperuanos.

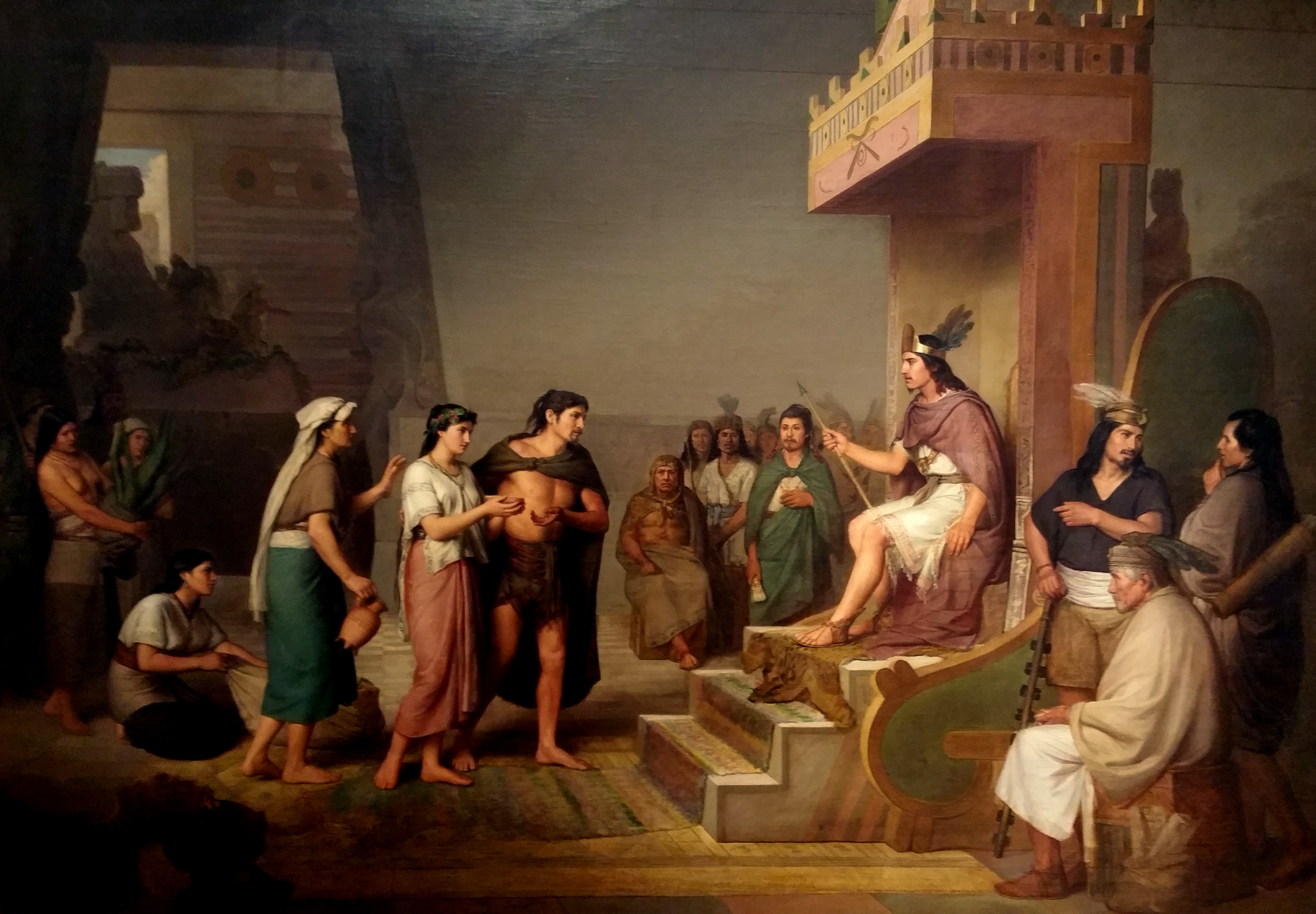
El descubrimiento del pulque, obra de José Obregón, en el Museo Nacional de Arte.

A mediados y finales del siglo XIX, las academias de América Latina comenzaron a convertirse del fuerte neoclasicismo a la Academia realista. Se comenzaron a realizar representaciones más realistas, con especial énfasis en los detalles. Las escenas más comunes de este estilo eran retratos de clases altas, escenas básicas y batallas, especialmente las de la época de la independencia. Cuando la Academia de San Carlos volvió a abrir, después del cierre de 1843, se implementó es estilo realista, gracias a las nuevas facultades españolas e italianas. A pesar del apoyo del gobierno y los temas nacionalistas, los artistas nativos estaban un poco más a favor de los europeos. Uno de los principales artistas del siglo XIX era catalán, su nombre era Pelegrí Clavé, quien pintó paisajes pero fue más conocido por sus pinturas de la élite intelectual de la Ciudad de México. Algunos pintores realistas también intentaron retratar a la cultura azteca, la gente que representaba a los indígenas y trajes basados en códices de la época de la conquista, uno de ellos era Félix Parra, cuyas representaciones de la conquista eran asociadas con el sufrimiento de los indígenas. En 1869, José Obregón pintó El descubrimiento del pulque, y basó su representación en la arquitectura de los códices mixtecas, pero falsificó los templos como escenario de tronos.
El arte del siglo XIX, después de la independencia, se consideró en declive, sobre todo a finales del siglo XIX y principios del siglo XX, durante un periodo conocido como el "Porfiriato", en nombre de Porfirio Díaz, que gobernó el país por más de tres décadas. Durante este tiempo, la pintura, la escultura y las artes decorativas se limitaron la mayoría a imitaciones del estilo europeo, en especial en los temas religiosos.

### sigloXX
La Academia de San Carlos continuó con su modo de enseñanza clásico y con el estilo europeo hasta 1913, año en el que la Academia se integró parcialmente a la Universidad Nacional Autónoma de México (UNAM). Entre 1929 y 1950, el programa de arquitectura se separó de la Academia, para convertirse en parte de un departamento de la Universidad; los programas de pintura, escultura y grabado se convirtieron en la Escuela Nacional de Artes Expresivas, ahora conocida como la Escuela Nacional de Artes Plásticas (ENAP). Ambas escuelas se trasladaron al sur de la Ciudad de México en el siglo XX, el departamento de arquitectura a la Ciudad Universitaria, y la ENAP a Xochimilco, y solo algunos programas de postgrado quedaron en Bellas Artes: el edificio original de la Academia, ubicado en el centro histórico de la Ciudad de México. La ENAP continúa siendo uno de los principales centros para la formación de los artistas en México.
Mientras que en el siglo XIX comenzó un cambio hacia temas más indígenas y mexicanos, la Revolución mexicana de 1910 a 1920 tuvo dramáticos cambios en el arte mexicano. El conflicto dio origen al Partido Revolucionario Nacional (renombrado después como el Partido Revolucionario Institucional), el cual entró al país con un enfoque socialista. El gobierno se convirtió en un aliado para muchos intelectuales y artistas en la Ciudad de México y comisionó a los artistas hacer murales para los edificios públicos, para reforzar sus mensajes políticos, incluyendo mensajes que resaltaran más los temas mexicanos que los europeos. Esto no se creó para el comercio o gustos populares, sin embargo, ganaron no solo reconocimiento de México, sino también de Estados Unidos. Esta producción de arte en relación con la propaganda política es conocida como la escuela modernista mexicana, o el Movimiento Muralista Mexicano, y redefinió el arte mexicano. Octavio Paz dio a José Vasconcelos el crédito de ser el iniciador del movimiento muralista en México, por dar marcha a los pintores más conocidos de 1921 para decorar las paredes de los edificios públicos. Las comisiones fueron políticamente motivadas, que glorificaron a la Revolución mexicana y redefinieron al pueblo mexicano vis-á-vis su pasado indígena y español. La primera de estas pinturas comisionadas estaban en el Antiguo Colegio de San Ildefonso realizado por Fernando Leal, Fermín Revueltas, David Alfaro Siqueiros y Diego Rivera. El primer fresco verdadero en este edificio fue el de Louis Henri Jean Charlot; sin embargo, los errores técnicos surgieron en la construcción de los murales; varios comenzaron a presentar ampollas y a tener que ser embarrados de cera para su conservación. Roberto Montenegro pintó el Museo de la Luz, la Iglesia de San Pedro y San Pablo y el monasterio de San Pedro y San Pablo, pero el mural de la iglesia fue pintada con la técnica de pintura al temple y se comenzaron a crear escamas, en el área de los monasterios Montenegro pintó la Fiesta de la Santa Cruz, que representa a Vasconcelos como el protector del mural, este mural se modificó y quitó a Vasconcelos y lo modificó por una mujer en su lugar.
El primer protagonista en la producción de murales modernos en México fue el Dr. Atl (Gerardo Murillo), nacido en Guadalajara, estado de Jalisco, en 1875. Él modificó su nombre para identificarse como mexicano, Atl, y trabajó para promover artesanías y arte folklórico mexicano. Aunque tuvo éxito como pintor en Guadalajara, sus ideas radicales contra la Academia o el gobierno lo llevaron a trasladares a la Ciudad de México, que era más liberal. En 1910, meses antes del inicio de la Revolución mexicana, Atl pintó el primer mural moderno en México, él enseñó a grandes artistas que lo siguieron, incluyendo a los que llegaron a dominar la pintura mural mexicana.
El movimiento muralista alcanzó su apogeo en las década de 1930, con lo cuatro protagonistas principales: Diego Rivera, David Alfaro Siqueiros, José Clemente Orozco y Fernando Leal. Ellos son la parte más estudiada de la historia del arte mexicano. Todos fueron artistas formados con las técnicas clásicas europeas y muchas de sus primera pinturas son imitaciones de las pinturas de moda de Europa, algunas de esas obras fueron adaptadas con temas mexicanos. La situación política de México de 1920 a 1950 y la influencia del Dr. Atl incitaron a estos artista a romper con el estilo europeo, utilizando imágenes de indígenas, muchos colores, y representaciones de las actividades humanas, especialmente de las masas, en contraste con el arte solemne y distante de Europa. Los medios que generalmente se preferían eran lienzos tradicionales y pórticos de las iglesias, después se optó por muros sin decorar de los edificios del gobierno, el objetivo principal de estas pinturas era la glorificación del pasado prehispánico mexicano como la definición de identidad mexicana. lograron tener éxito tanto en México como en Estados Unidos, lo que los llevó a la fama, tanto a estudiantes mexicanos y estadounidenses.
Estos muralistas revivieron la técnica del fresco para sus obras murales, aunque Siqueiros se movió a la técnicas y materiales industriales tales como la aplicación de piroxilina, un esmalte comercial utilizado para los aviones y los automóviles. Uno de los esfuerzos más tempranos de los murales de Rivera, se realizó en el patio del Ministerio de Educación, con una serie de bailes de tehuanas (nativas del Golfo de Tehuantepec). Este proyecto de cuatro años paso a incorporar otros temas indígenas contemporáneos y terminó por abarcar 124 frescos que se extendían a tres pisos de altura y dos cuadras de la ciudad de largo. El Mercado Abelardo L. Rodríguez fue pintado en 1933 por estudiante de Diego Rivera, uno de los más importantes fue Isamu Noguchi. Otra figura importante de esta época fue Frida Kahlo, la esposa de Diego Rivera. Aunque pintó lienzos en vez de murales, aún se consideraba parte de la escuela modernista mexicana, ya que su trabajo hizo hincapié en los colores y en la cultura popular mexicana.

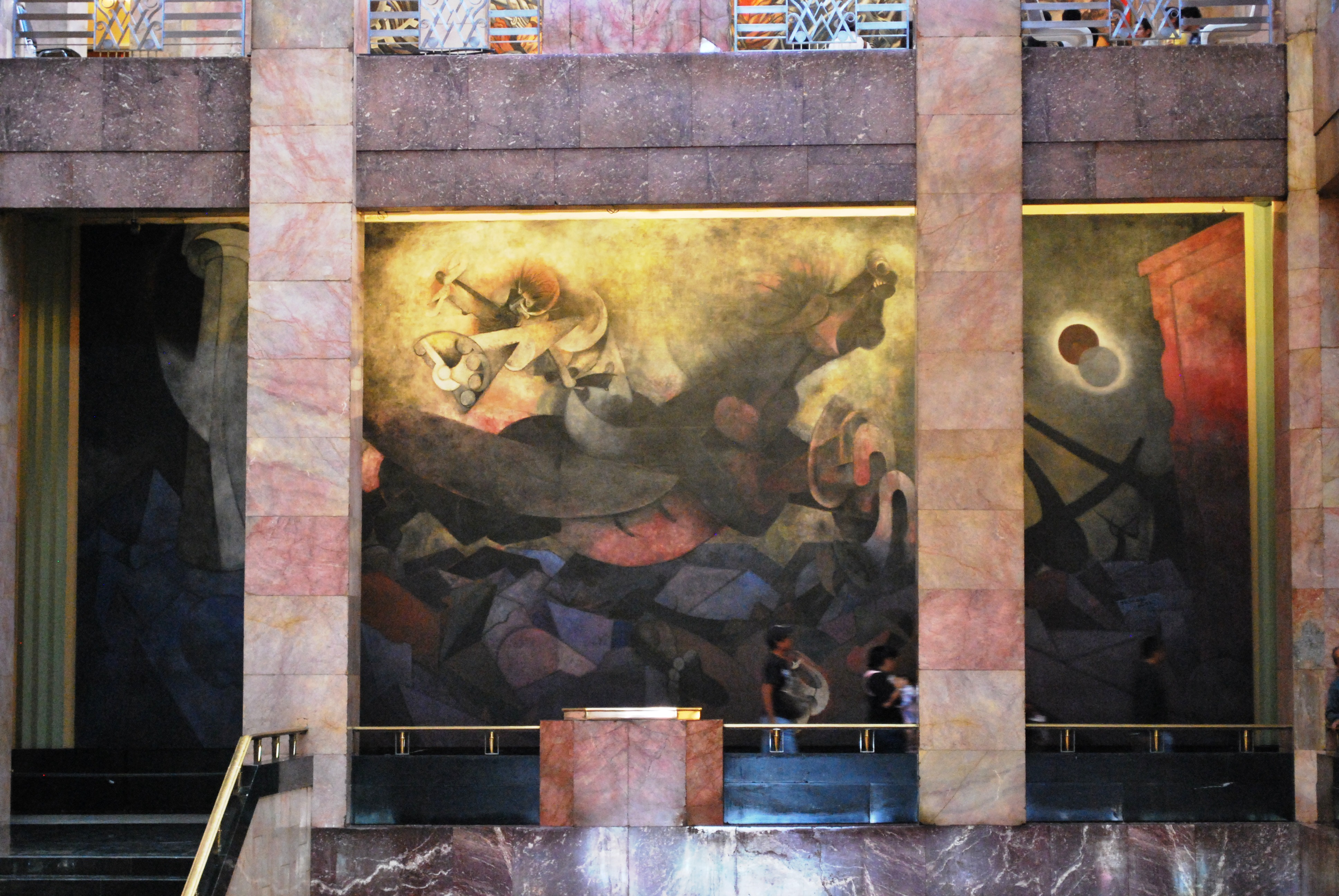
México de hoy, de Rufino Tamayo, en el primer piso del Palacio de Bellas Artes.

El primero en romper con el tono nacionalista y político del movimiento muralista fue Rufino Tamayo. Por esta razón se le reconoció primero fuera de México. Tamayo fue contemporáneo de Rivera, Siqueiros y Orozco y se formó en la Escuela Nacional de Bellas Artes, al igual que ellos, exploró a la identidad mexicana después de la Revolución Mexicana; sin embargo, rechazo el realismo social político popularizado por los otros tres artistas, y rechazada por el nuevo establecimiento. Se fue a Nueva York en 1926, donde su éxito le permitió exponer en su natal México, sin embargo la falta de apoyo al gobierno posrevolucionario fue controversial, ya que debido a esto el continuo con su éxito en Nueva York, para después alcanzar Europa. Su rivalidad con los tres principales muralistas mexicanos continuó tanto en México como a nivel internacional, a través de la década de 1950, incluso un honorífico título de "El cuarto grande" fue muy polémico y tardó mucho.
El primer movimiento importante después del muralista fue el de la Generación de la Ruptura, comenzó en los años 1950 y 1960, con pintores como José Luis Cuevas, Gilberto Aceves Navarro, Rafael Coronel, Alfredo Casaneda y el escultor Juan Soriano, rechazaron el realismo social y el nacionalismo e incorporaron el surrealismo, las paradojas visuales, y elementos y estilos de la pintura del Viejo Mundo. Esta ruptura significó que más tarde los artistas mexicanos en general se vieran influenciados por el muralismo o el arte popular mexicano. José Luis Cuevas creó autorretratos en los que reconstruyó escenas de famosas pinturas de artistas españoles como Diego Velázquez, Francisco de Goya y Pablo Picasso. Al igual que Kahlo, antes que el, se dibujó a sí mismo, pero en lugar de estar centrado, su imagen es hecha a un lado en calidad de observador, el objetivo de esto era hacer hincapié en la transformación de la cultura visual recibida. Otra figura importante durante este periodo fue el suizo mexicano Gunther Gerzso, pero su trabajo era una "variante con bordes duros" del expresionismo abstracto, basado en formas geométricas bien definidas, así como los colores, con un efecto que hace parecer un relieve. Su trabajo era una mezcla de la abstracción europea y las influencias latinoamericanas, incluyendo las mesoamericanas. En la técnica de acuarela es posible distinguir a Edgardo Coghlan y a Ignacio Barrios, quienes no formaban parte de un movimiento artístico específico pero no eran menos importantes.

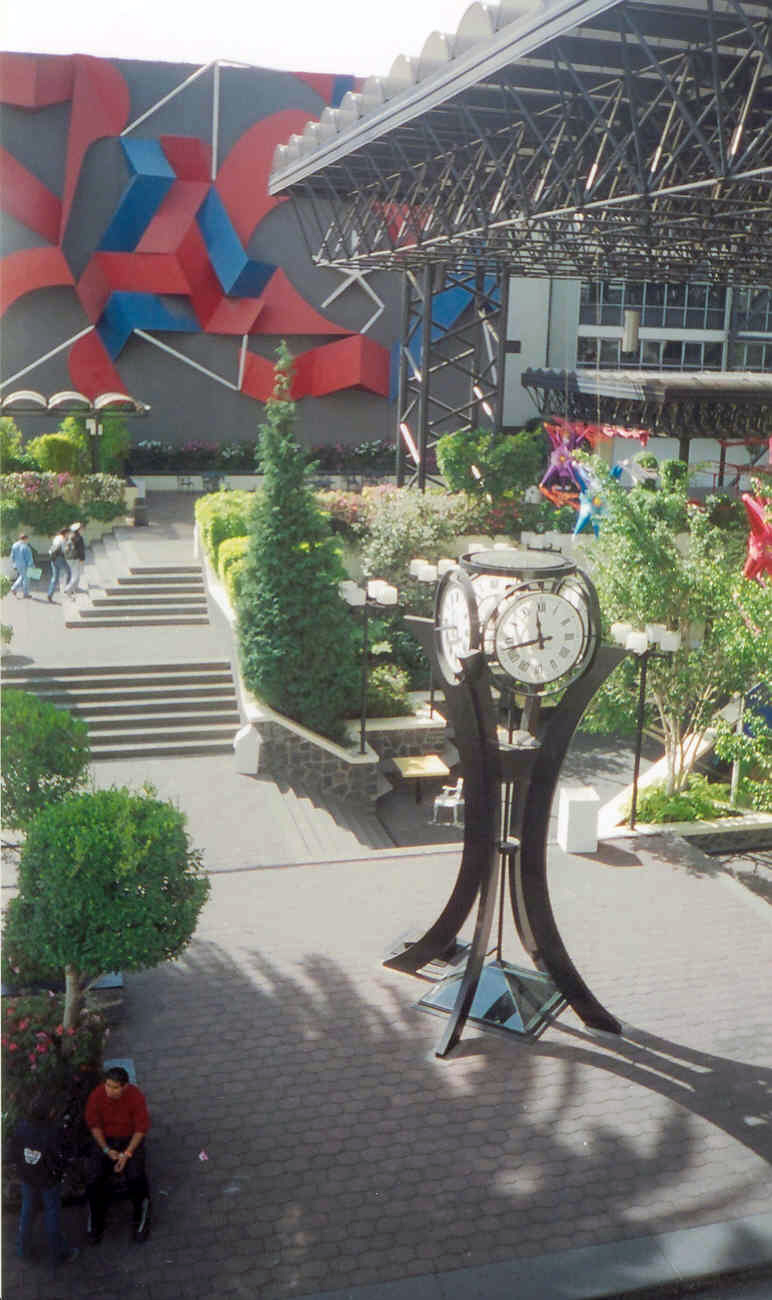
Mural y escultura reloj de Manuel Felguérez, en la Universidad La Salle, campus central.

A partir de los años 1960 y 1980, el arte neoexpresionista fue representado en México por Manuel Felguérez, Teresa Cito, Alejandro Pinatado y Jan Hendrix. Estas son a menudo obras abstractas, con trabajos no figurativos, llenas de color y contraste. Felguérez es un pintor y grabados nacido en Zacatecas en 1928, estudio en la Ciudad de México, París y Rusia. Tuvo su primera exposición de arte abstracto en 1957, desde entonces ha sido prolífico, produciendo hasta 25 cuadros por año y ha realizado cerca de treinta murales. Además de estos artistas mexicanos, un artista suizo- alemán Mathias Goeritz, también fue muy importante. Goeritz fue pintor, escultor y profesor activo hasta su muerte en 1990. El llegó a México en 1949, después de pasar tiempo en España, Marruecos y Granada. Comenzó como profesor en Guadalajara, luego abrió el Museo Experimental El Eco en la Ciudad de México en el año 1950, en esta misma década el creó esculturas públicas, incluyendo las "Torres Satélite" en Ciudad Satélite (México). En 1960, se convirtió en alguien fundamental para el desarrollo del arte moderno abstracto junto con José Luis Cuevas y Pedro Friedeberg.
A mediados de la década de 1980, el siguiente movimiento importante en México fue el Neomexicanismo, una versión un poco surrealista, un tanto kitsch y postmoderna del realismo social que se centró en la cultura popular en vez de la historia. El nombre de "neomexicanismo" fue usado originalmente por lo críticos que querían menospreciar el movimiento. Las obras no eran necesariamente murales; se utilizaron otros medios como los collage, y a menudo alegorizaban o parodiaban iconos culturales,  medios de comunicación de masas, religión y otros aspectos de la cultura mexicana. Esta generación de artistas esta a interesada en los valores tradicionales de México, en explorar sus raíces, cuestionarse a ellos mismos, y la cultura mexicana vis-á-vis la globalización.
El arte de la década de 1990 hasta la actualidad se clasifica como postmoderno, aunque este término se ha usado para describir obras creadas antes de 1990. Artistas importantes relacionados con este movimiento incluyen a Betsabeé Romero, Mónica Castillo, Francisco Larios, Martha Chapa y Diego Toledo. El trabajo de Betsabeé Romero está basado en carros y partes de carros, especialmente neumáticos. Nació en 1963, su obra mezcla folk, arte pop y elementos modernistas. Sus obras más influyentes son esculturas, un ejemplo es un vintage, Volkswagen New Beetle, reconstruido con partes del cuerpo, remplazado con paja, cubiertas de plástico y paneles de madera. Otro ejemplo es una pieza minimalista- surrealista basada en la parte del techo de un coche, elevado desde abajo hacia arriba en un pico de la galería de chapa de madera. Ella también creó las impresiones hechas a partir de neumáticos de goma tallada. Mónica Castillo en la Ciudad de México es conocida por sus postmodernos, deconstructivistas autorretratos en una vialidad de medios de comunicación. Francisco Larios creó las pinturas votivas de México.
A pesar de mantener un ambiente artístico nacional activo, los artistas mexicanos después del movimiento muralista tuvieron dificultades para entrar en el mercado internacional del arte. Una de las razones fue porque en las Américas, la Ciudad de México fue remplazada por Nueva York como centro de la comunidad artística y sobre todo por los patrocinios. En México, el patrocinio del gobierno para el arte en el siglo XX (dominado por el PRI hasta el 2000) significó obras religiosas, y las obras con alguna crítica al gobierno se censuraron fácilmente, ya que el gobierno utilizaba técnicas pasivas, como la concesión de becas a los artistas que apoyaran al gobierno. Sin embargo, en 1999 la colección Jumex decidió abrir el Museo Jumex dentro de la fábrica de Jumex en Ecatepec de Morelos, en las afueras de la Ciudad de México. El presupuesto multimillonario de Jumex atrajo galerías y museos de todo el mundo. Kurimanzutto, una galería privada fundada en 1999 por José Kuri y Mónica Manzutto, promovió a artistas como Minerva Cuevas, Daniel Guzmán Castañeda y Jonathan Hernández. Estas galerías privadas y museos promovieron a los artistas más controvertidos, escondidos por las instituciones estatales. Las exposiciones internacionales y las ventas privadas lograron que muchos artistas fueran independientes del gobierno.

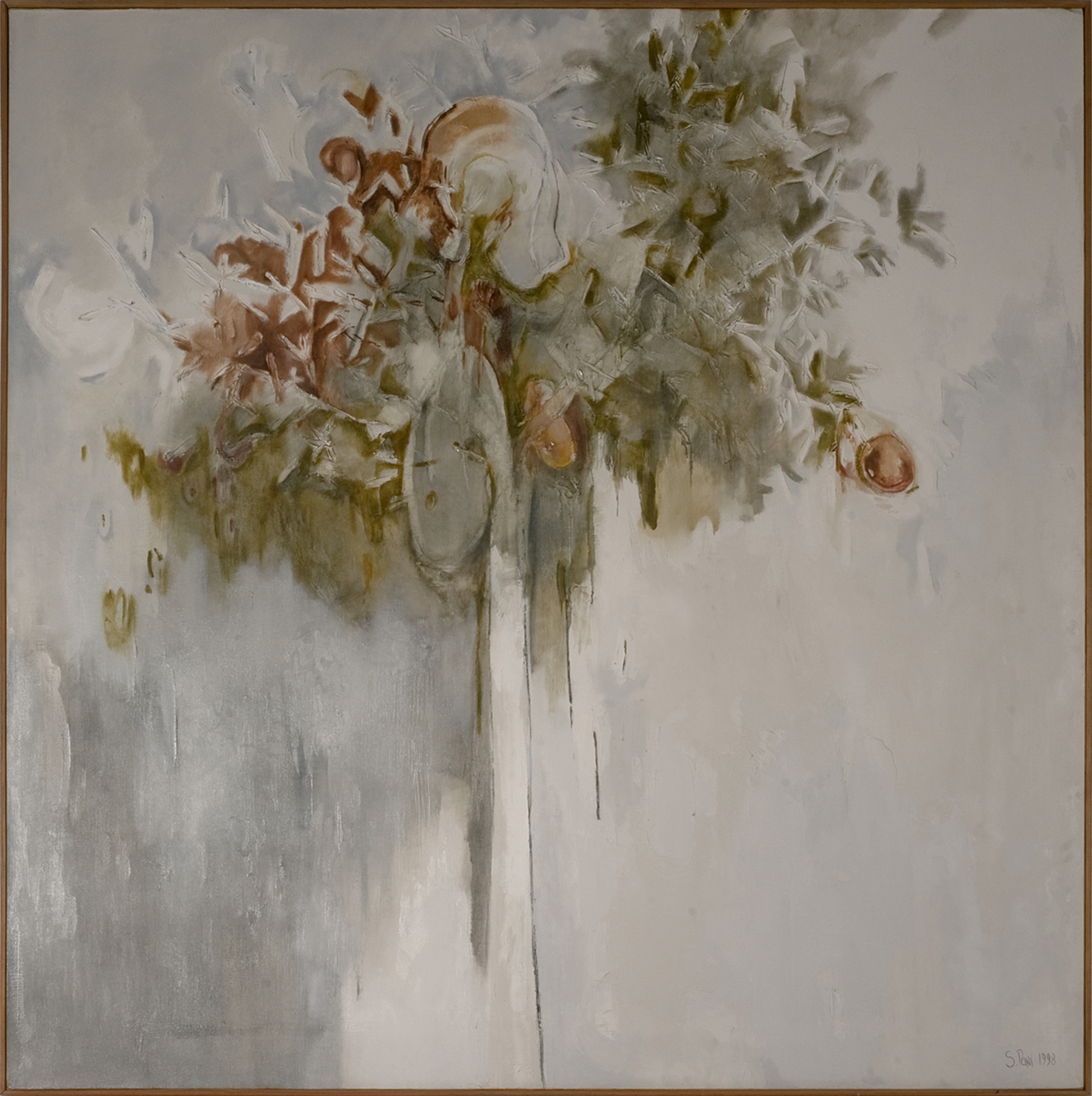
Integridad, de Sandra Pani.

El arte mexicano alcanzó de nuevo su apogeo en la escena artística internacional en la década de 1990. Gran parte de este cambio fue gracias a los bienales, ferias de arte y exposiciones internacionales fuera de México.

### sigloXXI
En 2002, seis de los museos más importantes del mundo tuvieron exposiciones dedicadas a México. En 2003, surge un proyecto, "México ilustrado", que organizaba el Allbright College, con 61 artistas y un presupuesto de 500,000 dólares.[cita requerida] El éxito de los artistas mexicanos se vio reflejado cuando comenzaron a incluirlos en las galerías de Nueva York, Londres y Zúrich. A pesar del incremento de interés por el arte mexicano, continuaron los problemas para que los artistas mexicanos entraran en el mercado de arte internacional. Solo existió un crítico de arte prominente en México, su nombre era, Cuauhtémoc Medina. Con muy poca escritura nativa sobre arte mexicano, simbolismo y tendencias, gran parte del arte moderno mexicano que se encontraba en exposiciones en el extranjero estaba mal etiquetado o mal descrito, ya que las instituciones extranjeras, no comprendían, ni apreciaban suficientemente las circunstancias sociales y políticas detrás de las obras de arte. La influencia del periodo muralista aún persiste, gran parte del arte producido en 1990 se ha pasado por alto porque no es "mexicano" (para los estándares de Rivera, Orozco y Siqueiros), y comenzaron a crecer las referencias estereotipadas, y las referencias culturales, como las pirámides, y los pueblos indígenas. La mayoría de los artistas modernos, tenían una perspectiva internacional sobre un mundo globalizado. Por ejemplo si aparecen las pirámides, a menudo se mezclaban con otras culturas como, geishas, yoguis y caracteres chinos, que provienen de una reciente fascinación por Asia. La mayoría de los artistas que han producido obras con temas de Asia son; Fernanda Brunet, Yushai Jusidman y Pablo Vargas Lugo. Los cómics y dibujos animados japoneses son una parte importante de esta fascinación, algunos ejemplos de ello son; Hello Kitty y Onegai My Melody.

## Artesanías

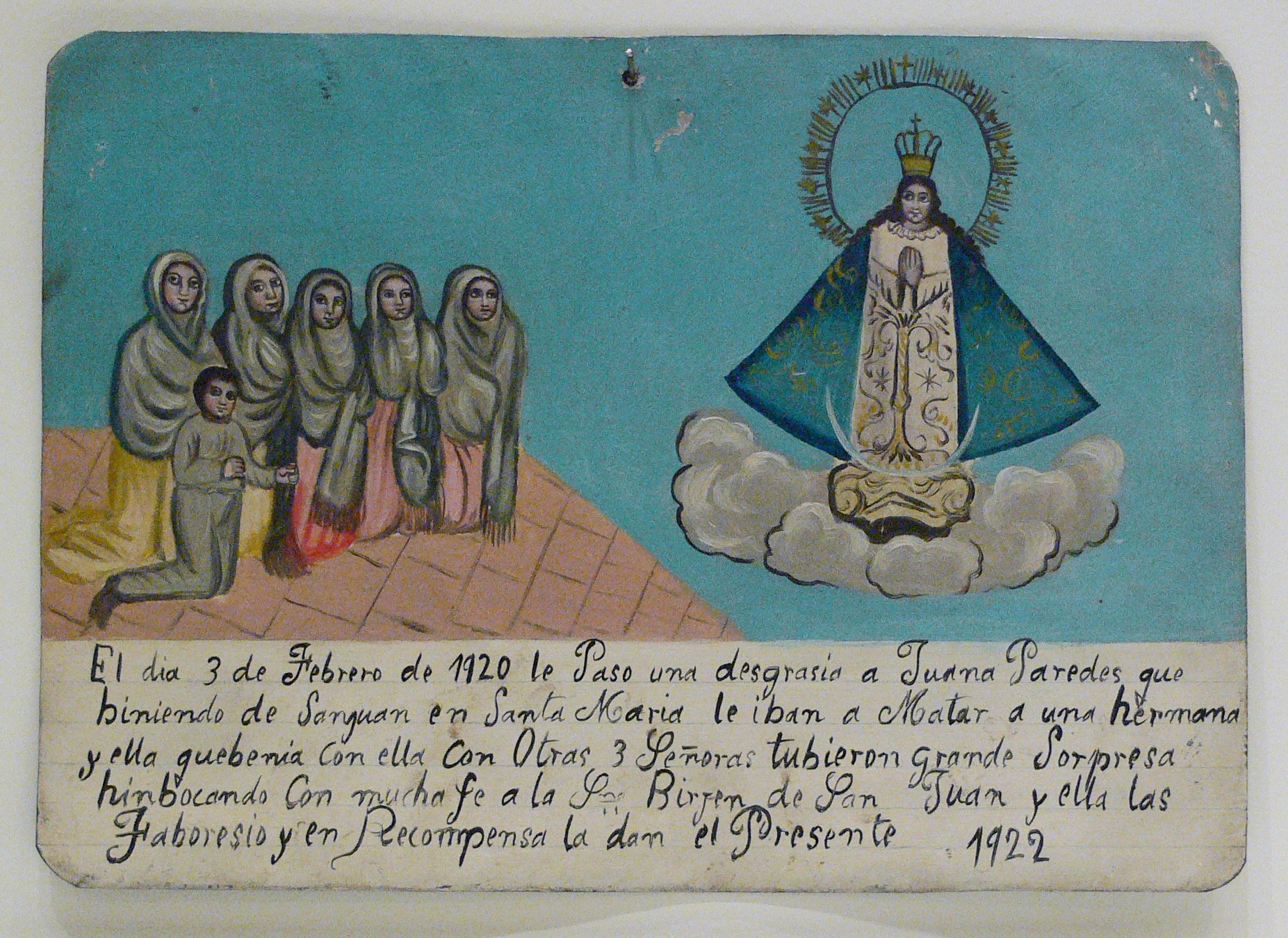
Pintura votiva de principios de 1920 en honor a Nuestra Señora de San Juan de los Lagos

Las «artesanías» en México, es un compleja categoría de artículos hechos a mano, o en pequeños talleres, con fines utilitarios, decorativos u otros. Estos incluyen cerámica, tapices, ciertos tipos de pinturas y textiles. Al igual que las artes más formales, las artesanías tienen raíces indígenas y europeas, y se considera una herencia étnica de México.
Este vínculo entre el arte y la identidad cultural fue fuertemente forjada por la élite política, intelectual y artística del país en la primera mitad del siglo XX, después de la Revolución Mexicana. Artistas como Diego Rivera, Rufino Tamayo y Frida Kahlo utilizaron las artesanías como inspiración para una serie de pinturas, murales y otras obras. A diferencia de las bellas artes, las artesanías son creadas por personas comunes y de herencia indígena, que aprenden de su oficio de manera formal e informal. La vinculación entre las artesanías y la identidad mexicana continua en la televisión, el cine y la promoción del turismo.
La mayor parte de las artesanías producidas en México, se componen de cosas ordinarias hechas para el uso diario. Se considera artística, ya que, contiene detalles decorativos o están pintadas con colores brillantes, o ambas. El uso audaz de colores en la artesanía, y otras construcciones se remonta a la época prehispánica, estos son acompañados por otros colores en tonos audaces, introducidos por el contacto que hubo con los europeos y asiáticos. Los temas de los diseños varían desde lo puramente indígena, en su mayoría europeos acompañados de otros elementos. Los diseños geométricos conectados al pasado prehispánico de México son frecuentes y los artículos hechos por comunidades puramente indígenas del país. Los temas de la naturaleza son muy populares, posiblemente más que los patrones geométricos en diseños tanto prehispánicos como europeos, que se encuentran especialmente frecuentes en tapices y cerámicas.
Una de las cerámicas más conocidas de México es la Talavera de Puebla que se produce en Puebla. estas artesanías tienen una mezcla de influencias en sus elementos y su diseño tanto de españoles, árabes, chinos e indígenas. Las pinturas más populares conocidas son las llamada "ex-voto", "Retablo" o Pinturas Votivas, se trata de pequeñas pinturas conmemorativas u otro material gráfico creado por un creyente, en honor a la intervención de un santo u otra figura. El estilo ex-voto de la pintura fue apropiado durante mitades del siglo XX por Kahlo, que creía que era la expresión más genuina del arte latinoamericano.

## Cine

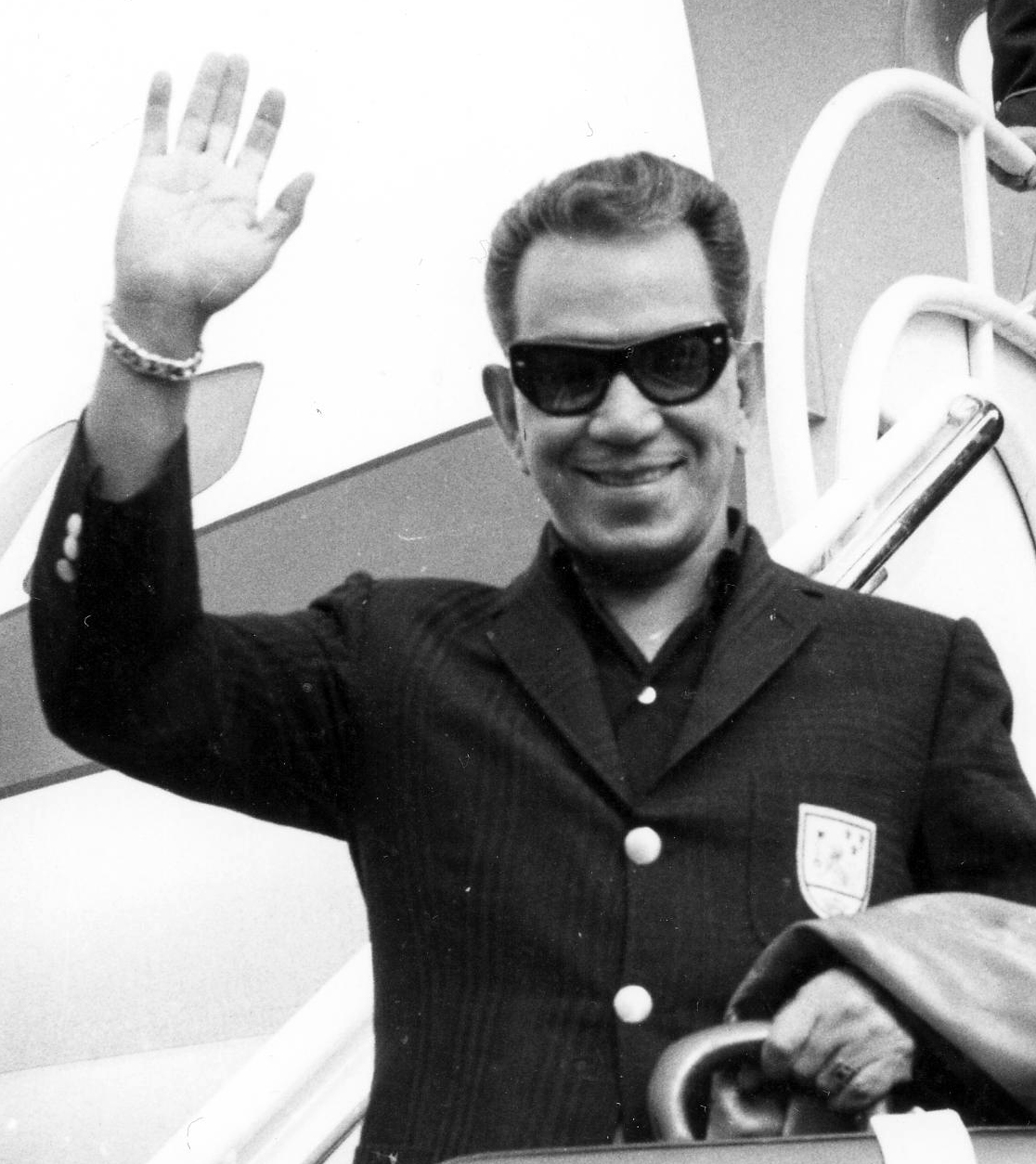
Cantinflas, uno de los principales actores del Época de Oro del cine mexicano.

La cinematografía llegó a México proveniente de Francia, durante la Revolución mexicana; inicialmente se utilizó para documentar las batallas de la guerra. La primera película sonora en México se realizó en 1931, llamada "Desde Santa" y el primer género de películas que apareció en México fue entre 1920 y 1940 y fue llamada "ranchero".
Mientras que el cine mexicano es considerado de la década de 1940 y 1950, dos películas que se filmaron a mitad de 1930, "Allá en el Rancho Grande" (1936) y "Vámonos con Pancho Villa" (1935), fueron las que marcaron el estándar de esa época, tanto temática, estética e ideológicamente. Estas películas ofrecieron el arquetipo de artistas, fugaras y símbolos basados en mitologías generales nacionales. Parte de la mitología de acuerdo a Carlos Monsiváis incluye participantes en melodramas familiares, los masculinos Charros en las películas rancheras, Mujer fatal (interpretado a menudo por María Félix y Dolores del Río), los pueblos indígenas en las películas de Emilio Fernández y "peladito" (malandrín urbano) película de Cantinflas. Los escenarios a menudo eras ranchos, batallas de la Revolución y Cabaré. Las películas de la Revolución Mexicana se centraron en la caída inicial del gobierno de  Porfirio Díaz en lugar de los enfrentamientos que vinieron después entre las distintas facciones. También tendían a centrarse en temas rurales como el "mexicano", aunque la población era cada vez más urbana.
México tuvo dos ventajas durante este periodo, la primera fue una generación de talentosos actores y directores de cine. Estos actores incluyen a; María Félix, Jorge Negrete, Pedro Armendáriz, Pedro Infante, Cantinflas y directores como Emilio Fernández y el director de fotografía Gabriel Figueroa. Muchas de estas estrellas tuvieron apertura en Estados Unidos y en el Festival de Cannes. En la esquina de la Brea y en el paseo de la fama de Hollywood, hay una escultura de cuatro mujeres que representan a los cuatro pilares del cine, una de las cuales es la artista mexicana Dolores del Río. Gabriel Figueroa es conocido por su trabajo de fotos en blanco y negro, que es por lo general dura y expresionista, y que se logra con un simple pero sofisticado movimiento de la cámara. La segunda ventaja es que México no estaba involucrado en la Segunda Guerra Mundial, y por lo tanto había una mayor oferta de celuloide para las películas, que también se utilizaban para las bombas.

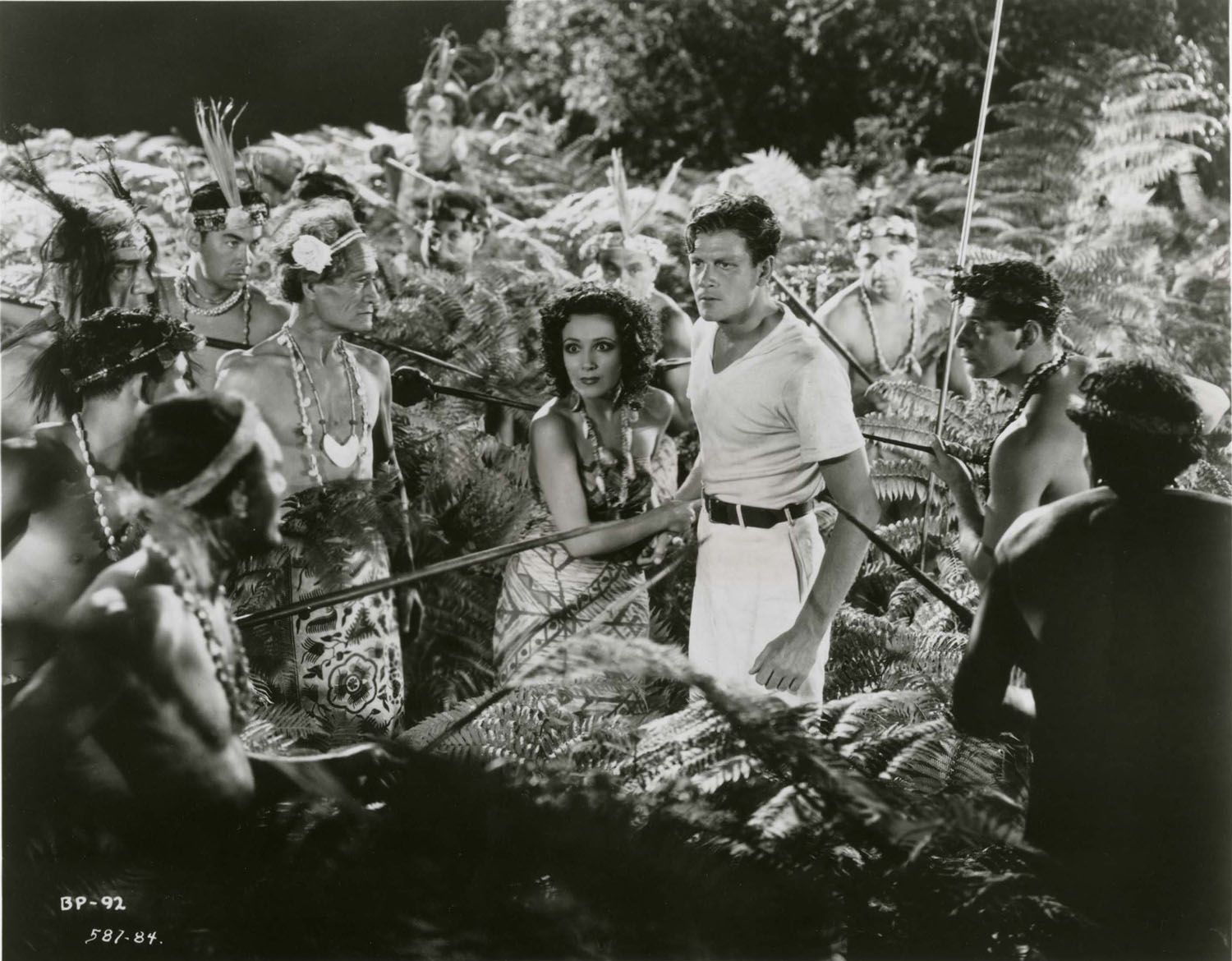
Escena del ave del paraíso (1932) con Dolores del Río

En la década de 1930, el gobierno comenzó a interesarse en la industria con el fin de promover los valores políticos y culturales. Gran parte de la producción durante la época de oro fue financiado con una combinación de fondos públicos y privados, y por el gobierno que finalmente tomó un papel más importante. En 1942, el Banco Cinematográfico financió casi toda la industria, que se volvió parte del gobierno en 1947. Esto le dio al gobierno grandes derechos de censura, a través de decidir que proyectos financiar. Mientras que el Partido Revolucionario Institucional (PRI) censuró muchas películas en muchos aspectos durante 1940 y 1950, no fue tan represivo como otros países de habla hispana, pero fue un gran ejemplo de que roles juegan la política y la cultura mexicana.
La edad de oro terminó a finales de 1950, con la década de 1960 dominada por las imitaciones de baja calidad de los vaqueros y las comedias de Hollywood, estas películas fueron rodadas al aire libre y cada vez surgieron más películas con estrellas de la Lucha libre profesional. Sin embargo, el arte y el cine de producción experimental en México tiene sus raíces en el mismo periodo y comenzó a dar frutos hasta 1970. El director de cine Paul Leduc surgió en la década de 1970, con su especialización en películas sin diálogos. Su primer gran éxito fue con "Reed: México Insurgente" (1971) seguido de una biografía de Frida Kahlo llamada "Frida" (1984), él es el político más coherente de los directores mexicanos modernos. En 1990, él filmó "Latino Bar" (1991) y "Dólar Mambo" (1993). Sin embargo, sus películas mudas, en general no han tenido mucho éxito comercial. A finales del siglo XX el principal impulsor del cine mexicano fue Arturo Ripstein cuya carrera comenzó con una película como Spaghetti Western, llamada "Tiempo de Morir" en 1965 y que algunos consideran el sucesor de Luis Buñuel, que trabajó en México en 1940. Algunas de sus películas como; "El castillo de la pureza" (1973), "Lugar sin límites" (1977) y la "Reina de la noche" (1994), exploran temas como los lazos familiares e incluso la homosexualidad, la negociación de la crueldad, la ironía y la tragedia. La censura del estado fue relativamente laxa en la década de 1960 y principios de 1970, pero regresó durante los últimos años de 1970 y 1980, monopolizando la producción y distribución. Posteriormente con el factor de censura, en 1980, muchas de las películas mexicanas comenzaron a pasar a manos de empresas como Hollywood desplazando a la producción local. La calidad de las películas estaba muy mal en estos años,[¿cuál?] que el Premio Ariel fue suspendido por falta de candidatos calificados. El cine popular disminuyó pero el sector del arte creció, a veces la producción de películas se realizó fuera de censores como la de Jorge Fons en 1989, la película era "Rojo Amanecer" que se basa en el Movimiento de 1968 en México. La película fue prohibida por el gobierno pero recibió el apoyo de México y del extranjero, la película fue exhibida pero no como se esperaba. Fue el comienzo de una mayor libertad editorial para los cineastas en México.
A partir de la década de 1990, el cine mexicano comenzó a hacer una reaparición, en su mayoría con coproducciones con producciones extranjeras. Una de las razones para el interés internacional en el cine mexicano fue el gran éxito de la película de 1992 Como agua para chocolate (película). En 1993 esta película la mayor película taquillera de lengua extranjera en la historia de EUA y fue vista en 34 países. Desde entonces el cine mexicano se divide en dos géneros. Las que son para un público más doméstico tienden a más personales y más políticamente ambiguas como el "Pueblo de Madera", "La Vida Conyugal" y "Ángel de fuego". Y aquellos orientados para audiencias internacionales y cuentan con imágenes del mexicano más estereotipadas, unas de ella son; "Solo con tu Pareja", "La invención de Cronos" junto con "Como Agua para Chocolate".
La nueva generación de directores exitosos en México incluye a; Alejandro González Iñárritu, Guillermo del Toro y Alfonso Cuarón (ganador de los Premios Óscar 2014). Las películas incluyen; "Los hijos del hombre" filmada en Inglaterra y El laberinto del fauno, que era una producción mexicana- española. Profesionales del cine a principios del siglo XXI tienden a ser por lo menos bilingües (español e inglés) y ya se encontraron en mejores condiciones para participar en el mercado mundial de las películas que sus predecesores.

## Fotografía

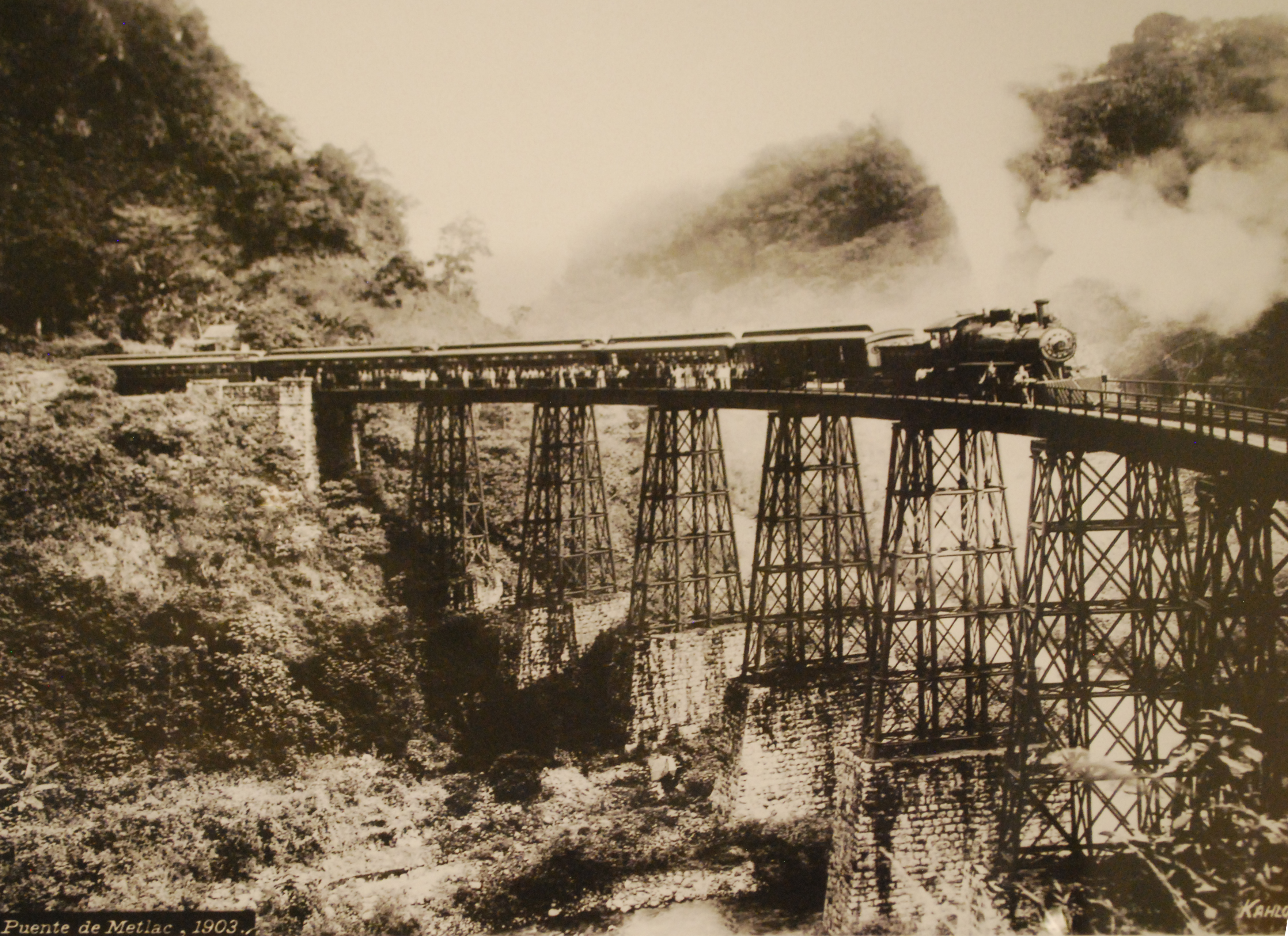
Imagen del puente de Metlac, tomada por Guillermo Kahlo.

La fotografía llegó a México en forma de daguerrotipo, unos seis meses después de su descubrimiento, y se extendió muy rápido. Esta técnica fue utilizada inicialmente para los retratos de los ricos (debido a su alto costo), y para fotografiar paisajes y ruinas prehispánicas. Otro tipo de fotografías relativamente comunes en los primeros retratos fotográficos fueron los de los niños que habían fallecido recientemente y se llamaban "angelitos", esta técnica se prolongó hasta la primera mitad del siglo XX. Esta costumbre se deriva de una tradición católica de celebrar la inmediata aceptación de un niño que acababa de morir y de llegar al cielo, sin pasar por el purgatorio. Este tipo de fotografías sustituyó a la práctica de hacer dibujos y otras representaciones de ellos, a esto se le consideraba una "ocasión feliz.” Los retratos formales eran la forma más común de la fotografía comercial hasta finales del siglo XIX.

### Porfiriato y Revolución
La fotografía moderna en México no comenzó como una forma de arte, sino más bien como parte de la documentación asociada con los periódicos y los proyectos del gobierno. Se remonta al gobierno de Porfirio Díaz o el porfiriato de finales del siglo XIX hasta 1910. La fotografía en la era porfiriana se inclina fuertemente hacia la presentación de la modernización de la nación para el resto del mundo, con la Ciudad de México como su obra maestra cultural. Esta imagen fue basada en elementos europeos con otro elementos autóctonos de distinción. Las imágenes utilizadas de los indígenas durante el porfiriato fueron realizadas por Ybañez y Sora con un estilo de pintura conocido como el costumbrismo que fue muy popular fuera de México. Sin embargo el más importante fotógrafo de la época porfiriana fue Guillermo Kahlo que trabajó asociado con Hugo Brehme. Kahlo creó su propio estudio en la primera década de 1900 y fue contratado por las empresas y el gobierno para documentar la arquitectura, interiores, paisajes y fábricas. El estilo de Kahlo se reflejó en las narraciones de la época, únicamente se centró en las principales construcciones y eventos, evitando la población común, evitó temas que insinuaban la inestabilidad política del país en ese momento, como las huelgas. Un importante proyecto de Kahlo fue el inventario fotográfico de la arquitectura de la iglesia de la colonia española en México (1919), que consistían en veinticinco álbumes patrocinados por el gobierno federal para documentar la arquitectura colonial que quedaba. La fotografía de Kahlo fue utilizada para enlazar el pasado de México con su progreso político y social previsto en los símbolos e ideales, además de vincular las aspiraciones del gobierno con su pasado colonial y prehispánico.

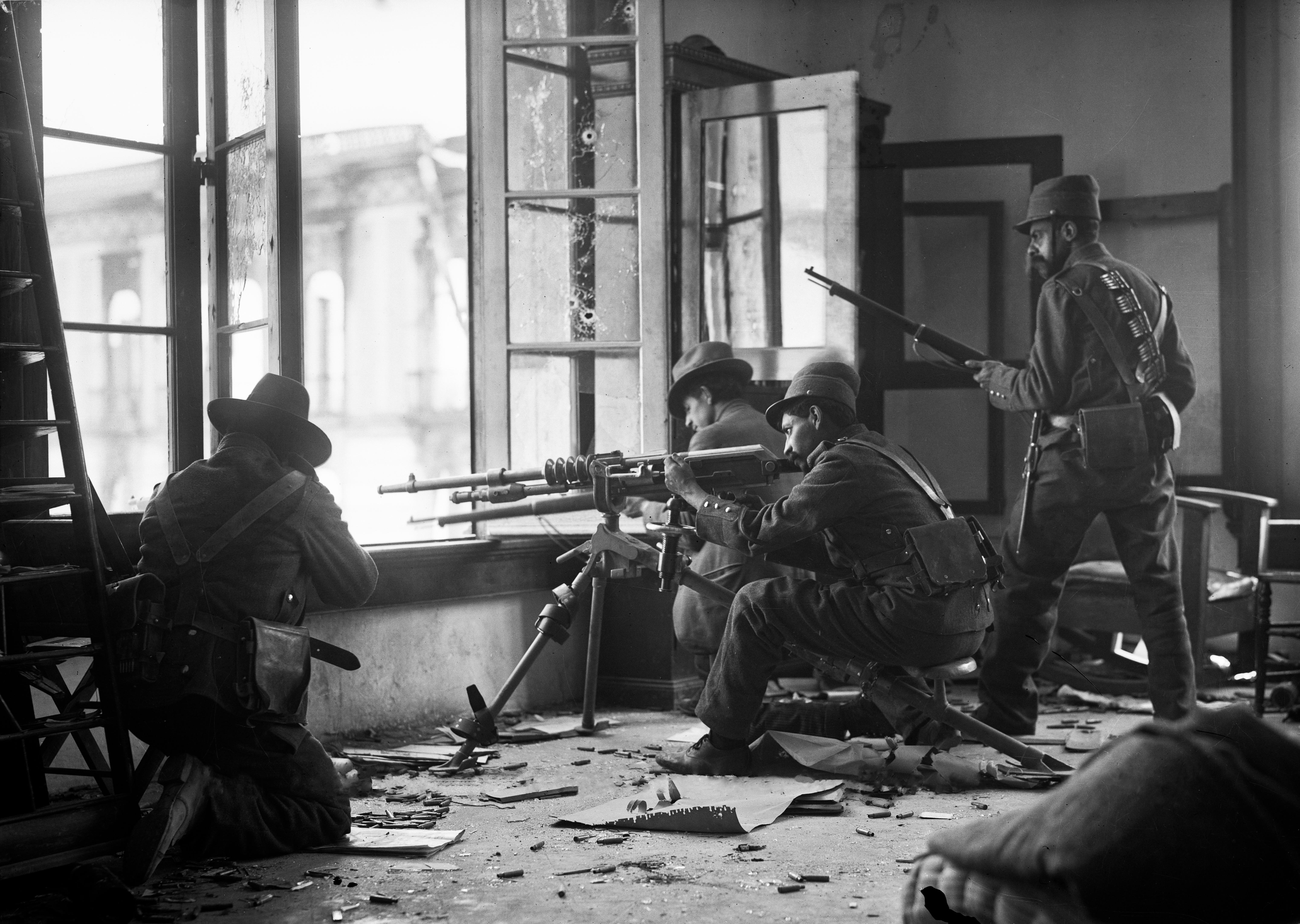
Escena de la Decena Trágica, de los archivos Casasola.

Un pionero anterior de la fotografía mexicana fue Agustín Víctor Casasola. Al igual que Kahlo, comenzó su carrera en el porfiriato, pero él se centró en la fotografía para revistas, y de nuevo, al igual que Kahlo, las obras de Casasola antes de la Revolución mexicana no se centraron en fotografías controvertidas, sino en la vida de la élite. Sin embargo, el estallido de la guerra civil causó que Casasola quisiera cambiar de temas para sus obras; comenzó no solo a centrarse en personajes protagonistas (como Pancho Villa) y escenas de batallas en general, sino en las ejecuciones y las muertes, en las personas con rostros que representaran muestras de dolor, la bondad y la resignación. Su trabajo durante este tiempo produjo una gran colección de fotografías, muchas de las cuales son muy familiares para los mexicanos y se han reproducido y reutilizado, a menudo sin crédito para Casasola. Después de la guerra, Casasola continuó fotografiando personas comunes, especialmente a los migrantes a la Ciudad de México durante los años 1920 y 1930. Su total de archivos conocidos comprenden alrededor de medio millón de imágenes, y muchos de sus trabajos están  archivados en el monasterio de San Francisco, en Pachuca.
Kahlo y Casasola se consideran los dos fotógrafos más importantes para el desarrollo del medio en México, con Kahlo en la fotografía arquitectónica y Casasola con el fotoperiodismo. Ninguno de los dos se consideraba a sí mismo como un artista, especialmente Casasola, ya que él se veía más un historiador en la tradición del positivismo, pero la fotografía de ambos muestra la atención de los detalles, la iluminación y la colocación de temas para el efecto emocional o dramático.

### Era posrevolucionaria
Para el resto del siglo XX, la mayoría de la fotografía se comenzó a usar para documentales; sin embargo, las tendencias artísticas de México y del extranjero tuvieron un efecto. En la década de 1920, el estilo de fotografía predominante era el pictorialismo; con este estilo, las imágenes tenían una calidad romántica o de ensueño, gracias a la utilización de filtros y otras técnicas. El norteamericano Edward Weston rompió con este estilo, dejando de lado estos efectos para que las imágenes fueran más realistas y detalladas. Esto provocó una división en el mundo de la fotografía entre pictoralismo y realismo, tanto dentro como fuera de México . Weston y su ayudante italiana Tina Modotti estuvieron en México de 1923 a 1926, aliándose con los fotógrafos mexicanos realistas como Manuel Álvarez Bravo, y muralistas como Gabriel Fernández Ledesma. Estos fotógrafos coincidían con las del movimiento muralista y el nuevo gobierno posrevolucionario. La fotografía y otras artes desplazaron a las representaciones de la herencia indígena del país y la glorificación de la gente común en México. Esto se debió principalmente a rechazar los valores elitistas y muy europeos del Porfiriato, junto con un aumento de la influencia cultural de los Estados Unidos en favor de una auténtica y distinta identidad mexicana. Otra fue la decisión del gobierno de utilizar estas imágenes, en lugar de los recuerdos aún frescos de las batallas y las atrocidades de la Revolución para promocionarse.

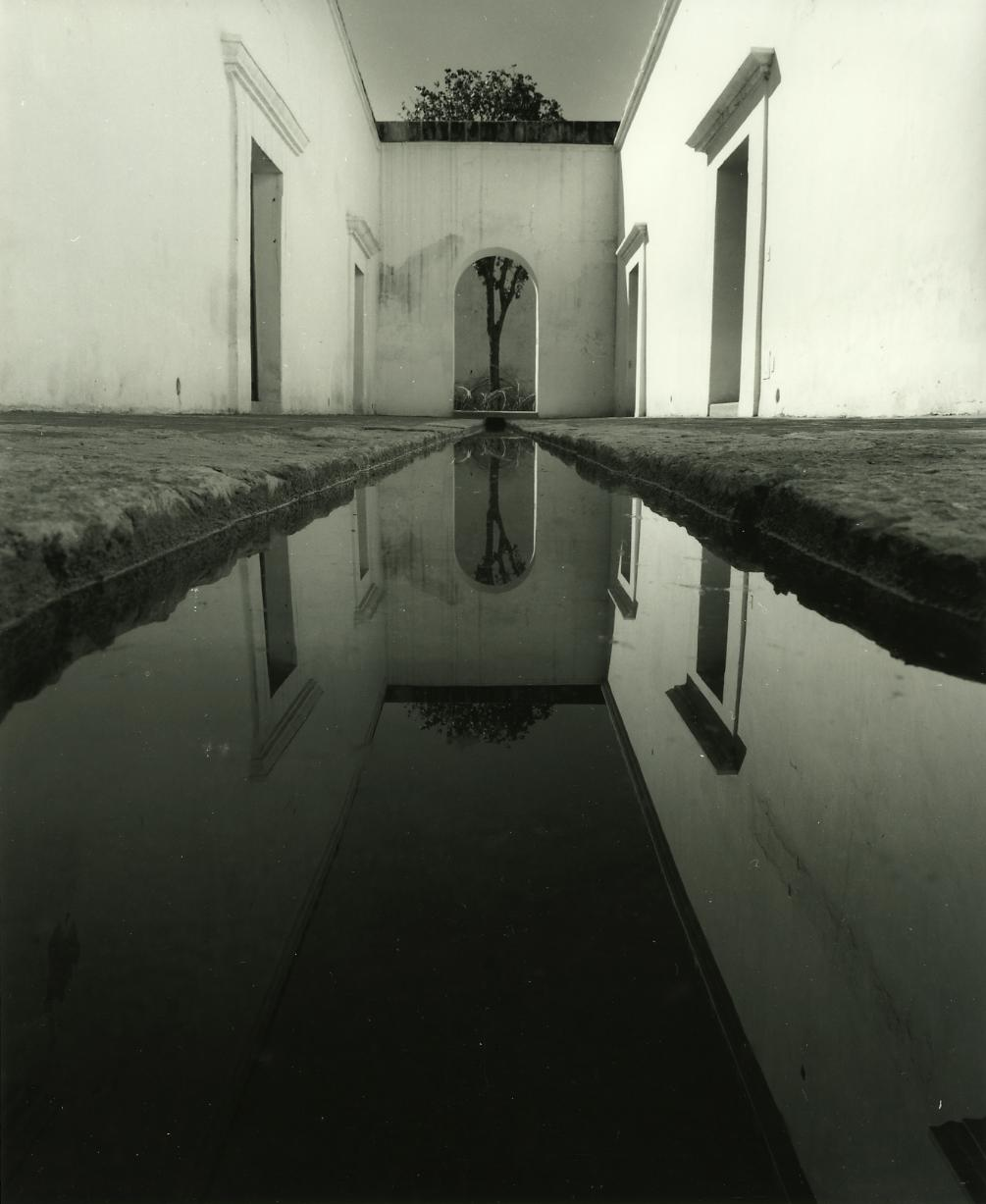
Centro fotográfico Álvarez Bravo, en el Instituto de Artes Gráficas de Oaxaca.

Manuel Álvarez Bravo experimentó con la abstracción en su fotografía y formó su propio estilo en cuestión de los ritos y tradiciones mexicanas. Trabajó desde 1920 hasta su muerte en 2002, al igual que otros artistas del siglo XX, que estaban preocupados con el equilibrio de las tendencias artísticas internacionales con la expresión de la gente y la cultura mexicana. Sus técnicas fotográficas estaban interesadas en transformar lo ordinario en fantástico. Desde finales de la década de 1930 a la de 1970, su fotografía se desarrolló junto con nuevas tecnologías, como el color, utilizando los mismos temas. En la década de 1970, experimentó con desnudos femeninos.

### Décadas siguientes: López, García
Estos fotógrafos posrevolucionarios influyeron en las generaciones después de ellos, pero el énfasis se mantuvo en el periodismo documental de los periódicos. Por esta razón, el enfoque estaba en las cuestiones sociales. Esto incluyó las obras de Nacho López y Héctor García Cobo, conocido por sus fotografías del movimiento de 1968 en México.

### Década de 1970
Durante la década de 1970, hubo una fusión de varios estilos, reteniendo un enfoque social. Durante el mismo período se crearon instituciones que se dedicaban a la promoción y conservación de las fotografías, como el Centro de la Imagen, la Fototeca Nacional del Instituto Nacional de Antropología e Historia y la publicación Luna Córnea.

### Finales delsigloXXen adelante
Desde finales del siglo XX, la fotografía en México se centra, en su mayoría, en el fotoperiodismo y en otros tipo de documentales. Francisco Mata Rosas es considerado como el fotógrafo más destacado en el México contemporáneo, sobre todo para trabajar con los documentales. Ha publicado varios libros; entre ellos, México Tenochtitlan y Tepito, Bravo el Barrio. Eniac Martínez se especializó en panoramas, Patricia Aridjis trabajó con temas sociales, sobre todo para ilustrar libros. El trabajo de Gerardo Moriel Klint ha sido descrito como un "ensombrecimiento y oscuro mundo", centrado en la angustia y la violencia de los adolescentes. La más reciente generación de fotógrafos trabajan con nuevas tecnologías digitales; uno de ellos es Javier Orozco, quien se especializó en interiores.
Sin embargo, la fotografía puramente artística ha tenido un impacto. En 2002, una exposición de fotografías de Daniela Rossell presentó imágenes de los multimillonarios mexicanos, donde presentaban sus casas ostentosas, llenas de pinturas costosas, trofeos de caza, arañas de cristal, papel tapiz de oro y ayuda doméstica. Las fotografías desataron una ola de crítica social, así como los chismes sociales.

## Elementos cotidianos en el arte mexicano
La identidad nacional que representan algunos elementos cotidianos como alimentos, platillos representativos, animales y artesanías, se ha plasmado un sinfín de veces en todo el arte mexicano.

### Pulque
Un producto representativo de origen prehispánico es la bebida alcohólica fermentada llamada pulque, la cual se elabora a partir de la fermentación del mucílago- popularmente conocido en México como aguamiel-, del agave o maguey.
Pueden encontrarse referencias a este producto en piezas desde el siglo XVII, en pinturas, dibujos, fotografías y películas de autores como: Wise Chapman Conrad, fray Diego González Holguín, Casimiro Castro, entre otros.